# Campeonato de Primera Nacional 2025
El Campeonato de Primera Nacional 2025 es la cuadragésima primera edición del certamen, segunda categoría del fútbol argentino, en el que participan treinta y seis equipos. Comenzó el 6 de febrero y finalizaría en diciembre. Las zonas y el cronograma de partidos fueron sorteados el 20 de diciembre de 2024.
Los nuevos participantes son los equipos ascendidos de la tercera categoría: el campeón de la Primera B 2024, Colegiales, que participa de la categoría por primera vez en su historia; el campeón del Torneo Federal A 2024, Central Norte, de la ciudad de Salta, que regresa al certamen tras su única intervención en la edición 1986-87; y Los Andes, ganador del partido por el ascenso entre ambas divisiones, que vuelve a la categoría tras su última participación en la temporada 2018-19.
Habrá dos ascensos a la Primera División y cuatro descensos a la tercera categoría, en orden a su afiliación.

## Ascensos y descensos
| Pos.        | Descendidos de la Primera Nacional 2024 |
| ----------- | --------------------------------------- |
| 19.º Zona A | Guillermo Brown                         |
| 19.º Zona B | Brown de Adrogué                        |
| 3.er. desc. | Atlético de Rafaela                     |

| Torneo          | Ascendidos de la tercera categoría |
| --------------- | ---------------------------------- |
| Primera B       | Colegiales                         |
| Federal A       | Central Norte (S)                  |
| Gan. 3.er. asc. | Los Andes                          |

| Cond.     | Ascendidos a la Primera División 2025 |
| --------- | ------------------------------------- |
| Campeón   | Aldosivi                              |
| Gan. red. | San Martín (SJ)                       |

| Descendidos de la Primera División 2024 |
| --------------------------------------- |
| No hubo                                 |

- De esta manera, el número de equipos participantes disminuyó a 36.

## Equipos participantes
| Equipo                 | Localidad             | Estadio                             | Capacidad |
| ---------------------- | --------------------- | ----------------------------------- | --------- |
| Agropecuario           | Carlos Casares        | Ofelia Rosenzuaig                   | 8000      |
| All Boys               | Buenos Aires          | Islas Malvinas                      | 21 500    |
| Almagro                | José Ingenieros       | Tres de Febrero                     | 19 000    |
| Almirante Brown        | San Justo             | Fragata Presidente Sarmiento        | 25 000    |
| Alvarado               | Mar del Plata         | José María Minella                  | 35 180    |
| Arsenal                | Sarandí               | Julio Humberto Grondona             | 16 300    |
| Atlanta                | Buenos Aires          | Don León Kolbowsky                  | 18 000    |
| Central Norte          | Salta                 | Padre Ernesto Martearena            | 20 504    |
| Chacarita Juniors      | Villa Maipú           | Chacarita Juniors                   | 26 530    |
| Chaco For Ever         | Resistencia           | Juan Alberto García                 | 25 000    |
| Colegiales             | Munro                 | Libertarios Unidos                  | 6000      |
| Colón                  | Santa Fe              | Brigadier General Estanislao López  | 40 000    |
| Defensores de Belgrano | Buenos Aires          | Juan Pasquale                       | 10 000    |
| Defensores Unidos      | Zárate                | Mario Losinno                       | 6000      |
| Deportivo Madryn       | Puerto Madryn         | Abel Sastre                         | 8000      |
| Deportivo Maipú        | Maipú                 | Omar Higinio Sperdutti              | 8000      |
| Deportivo Morón        | Morón                 | Nuevo Francisco Urbano              | 32 000    |
| Estudiantes            | Caseros               | Ciudad de Caseros                   | 16 740    |
| Estudiantes            | Río Cuarto            | Antonio Candini                     | 11 000    |
| Ferro Carril Oeste     | Buenos Aires          | Arquitecto Ricardo Etcheverri       | 24 442    |
| Gimnasia y Esgrima     | Jujuy                 | 23 de Agosto                        | 24 000    |
| Gimnasia y Esgrima     | Mendoza               | Víctor Antonio Legrotaglie          | 14 000    |
| Gimnasia y Tiro        | Salta                 | Gigante del Norte                   | 24 300    |
| Güemes                 | Santiago del Estero   | Arturo "Jiya" Miranda               | 12 000    |
| Los Andes              | Lomas de Zamora       | Eduardo Gallardón                   | 35 000    |
| Mitre                  | Santiago del Estero   | Doctores José y Antonio Castiglione | 21 000    |
| Nueva Chicago          | Buenos Aires          | Nueva Chicago                       | 25 000    |
| Patronato              | Paraná                | Presbítero Bartolomé Grella         | 22 000    |
| Quilmes                | Quilmes               | Centenario Ciudad de Quilmes        | 32 200    |
| Racing                 | Córdoba               | Miguel Sancho                       | 22 000    |
| San Martín             | San Miguel de Tucumán | La Ciudadela                        | 30 500    |
| San Miguel             | Los Polvorines        | Malvinas Argentinas                 | 7176      |
| San Telmo              | Isla Maciel           | Doctor Osvaldo Baletto              | 10 000    |
| Talleres               | Remedios de Escalada  | Pablo Comelli                       | 13 000    |
| Temperley              | Turdera               | Alfredo Beranger                    | 26 000    |
| Tristán Suárez         | Tristán Suárez        | 20 de Octubre                       | 7500      |

### Distribución geográfica de los equipos
| Jurisdicción                             | Cant. | Equipos |
| ---------------------------------------- | ----- | --- |
| Conurbano bonaerense                     | 14    | Almagro, Almirante Brown, Arsenal, Chacarita Juniors, Colegiales, Deportivo Morón, Estudiantes, Los Andes, Quilmes, San Miguel, San Telmo, Talleres (RdE), Temperley y Tristán Suárez. |
| Ciudad de Buenos Aires                   | 5     | All Boys, Atlanta, Defensores de Belgrano, Ferro Carril Oeste y Nueva Chicago. |
| Interior de la provincia de Buenos Aires | 3     | Agropecuario, Alvarado y Defensores Unidos |
| Provincia de Córdoba                     | 2     | Estudiantes (RC) y Racing |
| Provincia de Mendoza                     | 2     | Deportivo Maipú y Gimnasia y Esgrima |
| Provincia de Salta                       | 2     | Central Norte y Gimnasia y Tiro |
| Provincia de Santiago del Estero         | 2     | Güemes y Mitre |
| Provincia del Chaco                      | 1     | Chaco For Ever |
| Provincia de Chubut                      | 1     | Deportivo Madryn |
| Provincia de Entre Ríos                  | 1     | Patronato |
| Provincia de Jujuy                       | 1     | Gimnasia y Esgrima |
| Provincia de Santa Fe                    | 1     | Colón |
| Provincia de Tucumán                     | 1     | San Martín |

## Formato

### Ascensos
Los participantes se dividen en dos zonas de dieciocho equipos, que se disputan mediante el sistema de todos contra todos, a dos ruedas. Los que ocupen el primer puesto en ambas se enfrentarán en una final a un solo partido y en cancha neutral, por el título de campeón y el primer ascenso. También habrá un segundo ascenso, que saldrá de un torneo reducido disputado por eliminación directa.

### Descensos
Los que ocupen los dos últimos puestos de cada zona descenderán a la tercera categoría, según su afiliación.

### Clasificación a la Copa Argentina 2026
Los equipos que ocupen los siete primeros puestos de la tabla de posiciones final de cada una de las zonas y el mejor octavo clasificarán a la Fase final de la Copa Argentina 2026.

## Zona A

### Tabla de posiciones
| Pos. | Equipo              | Pts. | PJ | PG | PE | PP | GF | GC | Dif. |
| ---- | ------------------- | ---- | -- | -- | -- | -- | -- | -- | ---- |
| 1.º  | Deportivo Madryn    | 47   | 27 | 12 | 11 | 4  | 38 | 24 | 14   |
| 2.º  | Atlanta             | 44   | 27 | 11 | 11 | 5  | 25 | 18 | 7    |
| 3.º  | San Miguel          | 43   | 27 | 11 | 10 | 6  | 28 | 22 | 6    |
| 4.º  | Patronato           | 41   | 27 | 11 | 8  | 8  | 29 | 24 | 5    |
| 5.º  | Gimnasia y Tiro (S) | 40   | 27 | 10 | 10 | 7  | 23 | 15 | 8    |
| 6.º  | Tristán Suárez      | 40   | 27 | 9  | 13 | 5  | 24 | 19 | 5    |
| 7.º  | San Martín (T)      | 40   | 26 | 10 | 10 | 6  | 23 | 19 | 4    |
| 8.º  | Deportivo Maipú     | 36   | 26 | 9  | 9  | 8  | 24 | 23 | 1    |
| 9.º  | Los Andes           | 35   | 27 | 9  | 8  | 10 | 26 | 24 | 2    |
| 10.º | All Boys            | 33   | 27 | 7  | 12 | 8  | 22 | 22 | 0    |
| 11.º | Racing (C)          | 33   | 27 | 8  | 9  | 10 | 31 | 35 | −4   |
| 12.º | Colegiales          | 33   | 27 | 9  | 6  | 12 | 17 | 22 | −5   |
| 13.º | Almagro             | 31   | 27 | 7  | 10 | 10 | 20 | 24 | −4   |
| 14.º | Quilmes             | 30   | 26 | 7  | 9  | 10 | 25 | 27 | −2   |
| 15.º | Ferro Carril Oeste  | 30   | 27 | 7  | 9  | 11 | 16 | 27 | −11  |
| 16.º | Güemes (SdE)        | 27   | 27 | 4  | 15 | 8  | 23 | 29 | −6   |
| 17.º | Alvarado            | 26   | 26 | 5  | 11 | 10 | 17 | 24 | −7   |
| 18.º | Arsenal             | 24   | 27 | 5  | 9  | 13 | 26 | 39 | −13  |

|  | El equipo que ocupe esta posición al finalizar la disputa clasificará a la final por el título de campeón y a la Copa Argentina 2026.                                          |
|  | Los equipos que ocupen estas posiciones al finalizar la disputa clasificarán a la primera fase del torneo reducido por el segundo ascenso y a la Copa Argentina 2026.          |
|  | El equipo que ocupe esta posición al finalizar la disputa clasificará a la primera fase del torneo reducido por el segundo ascenso y, eventualmente, a la Copa Argentina 2026. |
|  | Los equipos que ocupen estas posiciones al finalizar la disputa descenderán a la tercera categoría.                                                                            |

|  |

#### Evolución de las posiciones

##### Primera rueda
| Equipo / Fecha      | 1    | 2    | 3    | 4    | 5    | 6    | 7    | 8    | 9    | 10   | 11   | 12   | 13   | 14   | 15   | 16   | 17   |
| ------------------- | ---- | ---- | ---- | ---- | ---- | ---- | ---- | ---- | ---- | ---- | ---- | ---- | ---- | ---- | ---- | ---- | ---- |
| All Boys            | 7.º  | 11.º | 12.º | 6.º  | 10.º | 7.º  | 10.º | 12.º | 14.º | 13.º | 12.º | 15.º | 14.º | 15.º | 15.º | 15.º | 14.º |
| Almagro             | 7.º  | 14.º | 18.º | 18.º | 14.º | 14.º | 13.º | 13.º | 13.º | 14.º | 15.º | 14.º | 11.º | 8.º  | 9.º  | 5.º  | 5.   |
| Alvarado            | 7.º  | 11.º | 13.º | 14.º | 18.º | 15.º | 15.º | 14.º | 15.º | 15.º | 16.º | 16.º | 16.º | 17.º | 17.º | 17.º | 17.º |
| Arsenal             | 7.º  | 9.º  | 10.º | 11.º | 14.º | 16.º | 16.º | 16.º | 16.º | 17.º | 18.º | 18.º | 18.º | 18.º | 18.º | 18.º | 18.º |
| Atlanta             | 3.º  | 4.º  | 6.º  | 8.º  | 4.º  | 1.º  | 1.º  | 1.º  | 1.º  | 1.º  | 1.º  | 1.º  | 2.º  | 1.º  | 1.º  | 2.º  | 1.º  |
| Colegiales          | 7.º  | 11.º | 11.º | 14.º | 16.º | 17.º | 18.º | 17.º | 17.º | 16.º | 14.º | 13.º | 15.º | 13.º | 14.º | 14.º | 15.º |
| Deportivo Madryn    | 16.º | 18.º | 17.º | 12.º | 13.º | 12.º | 12.º | 11.º | 11.º | 11.º | 10.º | 9.º  | 12.º | 10.º | 5.º  | 6.º  | 4.º  |
| Deportivo Maipú     | 3.º  | 1.º  | 5.º  | 1.º  | 5.º  | 6.º  | 6.º  | 10.º | 10.º | 5.º  | 8.º  | 8.º  | 7.º  | 7.º  | 8.º  | 4.º  | 8.º  |
| Ferro Carril Oeste  | 7.º  | 15.º | 14.º | 10.º | 7.º  | 10.º | 11.º | 5.º  | 3.º  | 4.º  | 7.º  | 10.º | 8.º  | 12.º | 13.º | 8.º  | 13.º |
| Gimnasia y Tiro (S) | 5.º  | 3.º  | 1.º  | 5.º  | 9.º  | 4.º  | 8.º  | 7.º  | 8.º  | 11.º | 10.º | 12.º | 13.º | 14.º | 11.º | 12.º | 10.º |
| Güemes (SdE)        | 7.º  | 9.º  | 16.º | 16.º | 17.º | 18.º | 17.º | 18.º | 18.º | 18.º | 17.º | 17.º | 17.º | 16.º | 16.º | 16.º | 16.º |
| Los Andes           | 18.º | 16.º | 8.º  | 4.º  | 8.º  | 11.º | 5.º  | 4.º  | 6.º  | 9.º  | 5.º  | 7.º  | 4.º  | 9.º  | 12.º | 13.º | 9.º  |
| Patronato           | 1.º  | 2.º  | 7.º  | 12.º | 12.º | 13.º | 14.º | 15.º | 12.º | 9.º  | 13.º | 11.º | 10.º | 11.º | 7.º  | 11.º | 7.º  |
| Quilmes             | 5.º  | 17.º | 15.º | 16.º | 11.º | 9.º  | 4.º  | 8.º  | 4.º  | 3.º  | 3.º  | 4.º  | 5.º  | 5.º  | 4.º  | 10.º | 11.º |
| Racing (C)          | 16.º | 7.º  | 4.º  | 9.º  | 6.º  | 2.º  | 3.º  | 3.º  | 5.º  | 6.º  | 6.º  | 5.º  | 6.º  | 6.º  | 6.º  | 7.º  | 12.º |
| San Martín (T)      | 7.º  | 4.º  | 2.º  | 2.º  | 3.º  | 5.º  | 2.º  | 2.º  | 2.º  | 2.º  | 2.º  | 2.º  | 1.º  | 2.º  | 2.º  | 1.º  | 2.º  |
| San Miguel          | 2.º  | 7.º  | 3.º  | 7.º  | 2.º  | 8.º  | 9.º  | 9.º  | 9.º  | 8.º  | 9.º  | 6.º  | 9.º  | 4.º  | 10.º | 9.º  | 6.º  |
| Tristán Suárez      | 15.º | 6.º  | 9.º  | 3.º  | 1.º  | 3.º  | 7.º  | 6.º  | 7.º  | 7.º  | 4.º  | 3.º  | 3.º  | 3.º  | 3.º  | 3.º  | 3.º  |

| 1. |

##### Segunda rueda
| Equipo / Fecha      | 18   | 19   | 20   | 21   | 22   | 23   | 24   | 25   | 26   | 27  | 28 | 29 | 30 | 31 | 32 | 33 | 34 |
| ------------------- | ---- | ---- | ---- | ---- | ---- | ---- | ---- | ---- | ---- | --- | -- | -- | -- | -- | -- | -- | -- |
| All Boys            | 14.º | 14.º | 15.º | 16.º | 16.º | 16.º | 14.º | 14.º | 13.º |     |    |    |    |    |    |    |    |
| Almagro             | 5.º  | 8.º  | 10.º | 10.º | 11.º | 12.º | 13.º | 11.º | 14.º |     |    |    |    |    |    |    |    |
| Alvarado            | 17.º | 16.º | 17.º | 17.º | 17.º | 17.º | 17.º | 17.º | 17.º |     |    |    |    |    |    |    |    |
| Arsenal             | 18.º | 18.º | 18.º | 18.º | 18.º | 18.º | 18.º | 18.º | 18.º |     |    |    |    |    |    |    |    |
| Atlanta             | 1.º  | 2.º  | 1.º  | 1.º  | 1.º  | 2.º  | 1.º  | 2.º  | 2.º  |     |    |    |    |    |    |    |    |
| Colegiales          | 15.º | 15.º | 14.º | 13.º | 10.º | 13.º | 10.º | 13.º | 10.º |     |    |    |    |    |    |    |    |
| Deportivo Madryn    | 4.º  | 4.º  | 5.º  | 6.º  | 3.º  | 5.º  | 2.º  | 1.º  | 1.º  | 1.º |    |    |    |    |    |    |    |
| Deportivo Maipú     | 9.º  | 7.º  | 8.º  | 8.º  | 8.º  | 8.º  | 8.º  | 8.º  | 8.º  |     |    |    |    |    |    |    |    |
| Ferro Carril Oeste  | 12.º | 13.º | 12.º | 12.º | 13.º | 14.º | 16.º | 15.º | 16.º |     |    |    |    |    |    |    |    |
| Gimnasia y Tiro (S) | 6.º  | 9.º  | 7.º  | 7.º  | 5.º  | 6.º  | 4.º  | 7.º  | 7.º  |     |    |    |    |    |    |    |    |
| Güemes (SdE)        | 16.º | 17.º | 16.º | 15.º | 15.º | 15.º | 15.º | 16.º | 15.º |     |    |    |    |    |    |    |    |
| Los Andes           | 10.º | 10.º | 11.º | 11.º | 12.º | 10.º | 11.º | 9.º  | 11.º |     |    |    |    |    |    |    |    |
| Patronato           | 8.º  | 6.º  | 6.º  | 3.º  | 6.º  | 4.º  | 7.º  | 6.º  | 6.º  |     |    |    |    |    |    |    |    |
| Quilmes             | 13.º | 11.º | 13.º | 14.º | 14.º | 11.º | 12.º | 10.º | 12.º |     |    |    |    |    |    |    |    |
| Racing (C)          | 11.º | 12.º | 9.º  | 9.º  | 9.º  | 9.º  | 9.º  | 12.º | 9.º  |     |    |    |    |    |    |    |    |
| San Martín (T)      | 2.º  | 1.º  | 2.º  | 2.º  | 2.º  | 1.º  | 3.º  | 4.º  | 5.º  |     |    |    |    |    |    |    |    |
| San Miguel          | 7.º  | 5.º  | 3.º  | 4.º  | 4.º  | 3.º  | 6.º  | 5.º  | 3.º  |     |    |    |    |    |    |    |    |
| Tristán Suárez      | 3.º  | 3.º  | 4.º  | 5.º  | 7.º  | 7.º  | 5.º  | 3.º  | 4.º  |     |    |    |    |    |    |    |    |

| 1. 2. 3. |

### Resultados

#### Primera rueda
| Fecha 1            | Fecha 1   | Fecha 1             | Fecha 1                       | Fecha 1       | Fecha 1 |
| Local              | Resultado | Visitante           | Estadio                       | Fecha         | Hora    |
| ------------------ | --------- | ------------------- | ----------------------------- | ------------- | ------- |
| Arsenal            | 0 - 0     | All Boys            | El Viaducto                   | 7 de febrero  | 17:00   |
| Los Andes          | 1 - 3     | Patronato           | Eduardo Gallardón             | 8 de febrero  | 17:00   |
| Almagro            | 0 - 0     | San Martín (T)      | Tres de Febrero               | 8 de febrero  | 17:00   |
| San Miguel         | 2 - 1     | Tristán Suárez      | Malvinas Argentinas           | 8 de febrero  | 17:00   |
| Quilmes            | 1 - 1     | Gimnasia y Tiro (S) | Centenario Ciudad de Quilmes  | 8 de febrero  | 17:00   |
| Colegiales         | 0 - 0     | Alvarado            | Libertarios Unidos            | 8 de febrero  | 17:00   |
| Racing (C)         | 0 - 1     | Deportivo Maipú     | Miguel Sancho                 | 9 de febrero  | 19:00   |
| Ferro Carril Oeste | 0 - 0     | Güemes (SdE)        | Arquitecto Ricardo Etcheverri | 9 de febrero  | 21:30   |
| Atlanta            | 1 - 0     | Deportivo Madryn    | Don León Kolbowsky            | 10 de febrero | 20:00   |

| Fecha 2             | Fecha 2   | Fecha 2            | Fecha 2                 | Fecha 2       | Fecha 2 |
| Local               | Resultado | Visitante          | Estadio                 | Fecha         | Hora    |
| ------------------- | --------- | ------------------ | ----------------------- | ------------- | ------- |
| Tristán Suárez      | 2 - 1     | Almagro            | 20 de Octubre           | 14 de febrero | 21:00   |
| Güemes (SdE)        | 1 - 1     | Patronato          | Arturo Miranda          | 14 de febrero | 21:30   |
| Deportivo Madryn    | 1 - 2     | Racing (C)         | Abel Sastre             | 15 de febrero | 19:00   |
| All Boys            | 0 - 0     | Colegiales         | Islas Malvinas          | 15 de febrero | 21:00   |
| Arsenal             | 1 - 1     | Los Andes          | Julio Humberto Grondona | 16 de febrero | 17:00   |
| Gimnasia y Tiro (S) | 1 - 0     | San Miguel         | El Gigante del Norte    | 16 de febrero | 17:00   |
| Alvarado            | 0 - 0     | Atlanta            | José María Minella      | 16 de febrero | 17:30   |
| Deportivo Maipú     | 2 - 0     | Quilmes            | Omar Higinio Sperdutti  | 16 de febrero | 18:00   |
| San Martín (T)      | 1 - 0     | Ferro Carril Oeste | La Ciudadela            | 17 de febrero | 22:00   |

| Fecha 3            | Fecha 3   | Fecha 3             | Fecha 3                       | Fecha 3       | Fecha 3 |
| Local              | Resultado | Visitante           | Estadio                       | Fecha         | Hora    |
| ------------------ | --------- | ------------------- | ----------------------------- | ------------- | ------- |
| Los Andes          | 2 - 0     | Güemes (SdE)        | Eduardo Gallardón             | 22 de febrero | 17:00   |
| Almagro            | 0 - 1     | Gimnasia y Tiro (S) | Tres de Febrero               | 22 de febrero | 17:00   |
| San Miguel         | 2 - 0     | Deportivo Maipú     | Malvinas Argentinas           | 22 de febrero | 17:00   |
| Atlanta            | 0 - 0     | All Boys            | Don León Kolbowsky            | 22 de febrero | 17:00   |
| Colegiales         | 1 - 1     | Arsenal             | Libertarios Unidos            | 22 de febrero | 18:00   |
| Patronato          | 0 - 1     | San Martín (T)      | Presbítero Bartolomé Grella   | 23 de febrero | 19:00   |
| Ferro Carril Oeste | 0 - 0     | Tristán Suárez      | Arquitecto Ricardo Etcheverri | 23 de febrero | 19:00   |
| Quilmes            | 1 - 1     | Deportivo Madryn    | Centenario Ciudad de Quilmes  | 23 de febrero | 21:00   |
| Racing (C)         | 2 - 1     | Alvarado            | Miguel Sancho                 | 24 de febrero | 21:00   |

| Fecha 4             | Fecha 4   | Fecha 4            | Fecha 4                | Fecha 4       | Fecha 4 |
| Local               | Resultado | Visitante          | Estadio                | Fecha         | Hora    |
| ------------------- | --------- | ------------------ | ---------------------- | ------------- | ------- |
| Arsenal             | 1 - 1     | Atlanta            | El Viaducto            | 28 de febrero | 17:00   |
| Colegiales          | 0 - 1     | Los Andes          | Libertarios Unidos     | 28 de febrero | 21:00   |
| Tristán Suárez      | 2 - 0     | Patronato          | 20 de Octubre          | 1 de marzo    | 20:00   |
| Gimnasia y Tiro (S) | 1 - 2     | Ferro Carril Oeste | El Gigante del Norte   | 2 de marzo    | 17:00   |
| Deportivo Madryn    | 2 - 1     | San Miguel         | Abel Sastre            | 2 de marzo    | 17:00   |
| Alvarado            | 0 - 0     | Quilmes            | José María Minella     | 2 de marzo    | 17:00   |
| Deportivo Maipú     | 3 - 1     | Almagro            | Omar Higinio Sperdutti | 2 de marzo    | 18:00   |
| San Martín (T)      | 1 - 1     | Güemes (SdE)       | La Ciudadela           | 2 de marzo    | 20:00   |
| All Boys            | 4 - 0     | Racing (C)         | Islas Malvinas         | 3 de marzo    | 21:10   |

| Fecha 5            | Fecha 5   | Fecha 5             | Fecha 5                       | Fecha 5     | Fecha 5 |
| Local              | Resultado | Visitante           | Estadio                       | Fecha       | Hora    |
| ------------------ | --------- | ------------------- | ----------------------------- | ----------- | ------- |
| Los Andes          | 1 - 1     | San Martín (T)      | Eduardo Gallardón             | 8 de marzo  | 17:00   |
| Güemes (SdE)       | 0 - 1     | Tristán Suárez      | Arturo Miranda                | 8 de marzo  | 17:00   |
| Almagro            | 1 - 0     | Deportivo Madryn    | Tres de Febrero               | 8 de marzo  | 17:00   |
| Ferro Carril Oeste | 2 - 0     | Deportivo Maipú     | Arquitecto Ricardo Etcheverri | 8 de marzo  | 19:05   |
| Quilmes            | 3 - 1     | All Boys            | Centenario Ciudad de Quilmes  | 8 de marzo  | 21:10   |
| San Miguel         | 2 - 0     | Alvarado            | Malvinas Argentinas           | 9 de marzo  | 17:00   |
| Racing (C)         | 3 - 0     | Arsenal             | Miguel Sancho                 | 9 de marzo  | 17:00   |
| Patronato          | 0 - 0     | Gimnasia y Tiro (S) | Presbítero Bartolomé Grella   | 9 de marzo  | 19:00   |
| Atlanta            | 1 - 0     | Colegiales          | Don León Kolbowsky            | 11 de marzo | 20:10   |

| Fecha 6             | Fecha 6   | Fecha 6            | Fecha 6                | Fecha 6     | Fecha 6 |
| Local               | Resultado | Visitante          | Estadio                | Fecha       | Hora    |
| ------------------- | --------- | ------------------ | ---------------------- | ----------- | ------- |
| All Boys            | 2 - 1     | San Miguel         | Islas Malvinas         | 14 de marzo | 21:10   |
| Tristán Suárez      | 0 - 0     | San Martín (T)     | 20 de Octubre          | 15 de marzo | 19:00   |
| Arsenal             | 0 - 1     | Quilmes            | El Viaducto            | 15 de marzo | 19:05   |
| Deportivo Madryn    | 1 - 0     | Ferro Carril Oeste | Abel Sastre            | 16 de marzo | 16:00   |
| Colegiales          | 0 - 1     | Racing (C)         | Libertarios Unidos     | 16 de marzo | 17:00   |
| Alvarado            | 1 - 1     | Almagro            | José María Minella     | 16 de marzo | 17:00   |
| Gimnasia y Tiro (S) | 1 - 0     | Güemes (SdE)       | El Gigante del Norte   | 16 de marzo | 17:00   |
| Deportivo Maipú     | 1 - 1     | Patronato          | Omar Higinio Sperdutti | 16 de marzo | 17:30   |
| Atlanta             | 2 - 1     | Los Andes          | Don León Kolbowsky     | 17 de marzo | 18:10   |

| Fecha 7            | Fecha 7   | Fecha 7             | Fecha 7                       | Fecha 7     | Fecha 7 |
| Local              | Resultado | Visitante           | Estadio                       | Fecha       | Hora    |
| ------------------ | --------- | ------------------- | ----------------------------- | ----------- | ------- |
| San Miguel         | 1 - 1     | Arsenal             | Malvinas Argentinas           | 22 de marzo | 13:45   |
| Almagro            | 1 - 0     | All Boys            | Tres de Febrero               | 22 de marzo | 15:35   |
| Ferro Carril Oeste | 0 - 0     | Alvarado            | Arquitecto Ricardo Etcheverri | 23 de marzo | 14:45   |
| Racing (C)         | 1 - 1     | Atlanta             | Miguel Sancho                 | 23 de marzo | 16:00   |
| Güemes (SdE)       | 1 - 1     | Deportivo Maipú     | Arturo Miranda                | 23 de marzo | 17:00   |
| Patronato          | 0 - 0     | Deportivo Madryn    | Presbítero Bartolomé Grella   | 23 de marzo | 18:00   |
| Los Andes          | 2 - 0     | Tristán Suárez      | Eduardo Gallardón             | 23 de marzo | 19:30   |
| San Martín (T)     | 1 - 0     | Gimnasia y Tiro (S) | La Ciudadela                  | 23 de marzo | 20:00   |
| Quilmes            | 1 - 0     | Colegiales          | Centenario Ciudad de Quilmes  | 26 de marzo | 21:00   |

| Fecha 8             | Fecha 8   | Fecha 8            | Fecha 8                | Fecha 8     | Fecha 8 |
| Local               | Resultado | Visitante          | Estadio                | Fecha       | Hora    |
| ------------------- | --------- | ------------------ | ---------------------- | ----------- | ------- |
| Racing (C)          | 1 - 1     | Los Andes          | Miguel Sancho          | 28 de marzo | 21:00   |
| All Boys            | 0 - 1     | Ferro Carril Oeste | Islas Malvinas         | 30 de marzo | 13:15   |
| Arsenal             | 2 - 2     | Almagro            | El Viaducto            | 30 de marzo | 15:30   |
| Colegiales          | 0 - 0     | San Miguel         | Libertarios Unidos     | 30 de marzo | 16:00   |
| Deportivo Madryn    | 1 - 0     | Güemes (SdE)       | Abel Sastre            | 30 de marzo | 16:00   |
| Alvarado            | 3 - 1     | Patronato          | José María Minella     | 30 de marzo | 16:00   |
| Deportivo Maipú     | 0 - 1     | San Martín (T)     | Omar Higinio Sperdutti | 30 de marzo | 17:00   |
| Gimnasia y Tiro (S) | 1 - 1     | Tristán Suárez     | El Gigante del Norte   | 30 de marzo | 17:00   |
| Atlanta             | 2 - 0     | Quilmes            | Don León Kolbowsky     | 31 de marzo | 21:10   |

| Fecha 9            | Fecha 9   | Fecha 9             | Fecha 9                       | Fecha 9    | Fecha 9 |
| Local              | Resultado | Visitante           | Estadio                       | Fecha      | Hora    |
| ------------------ | --------- | ------------------- | ----------------------------- | ---------- | ------- |
| Güemes (SdE)       | 1 - 1     | Alvarado            | Arturo Miranda                | 5 de abril | 15:00   |
| Los Andes          | 0 - 0     | Gimnasia y Tiro (S) | Eduardo Gallardón             | 5 de abril | 15:30   |
| San Miguel         | 0 - 0     | Atlanta             | Malvinas Argentinas           | 5 de abril | 15:30   |
| Tristán Suárez     | 1 - 1     | Deportivo Maipú     | 20 de Octubre                 | 5 de abril | 19:00   |
| Almagro            | 0 - 0     | Colegiales          | Tres de Febrero               | 6 de abril | 15:30   |
| San Martín (T)     | 0 - 0     | Deportivo Madryn    | La Ciudadela                  | 6 de abril | 15:30   |
| Ferro Carril Oeste | 2 - 0     | Arsenal             | Arquitecto Ricardo Etcheverri | 7 de abril | 19:00   |
| Patronato          | 3 - 1     | All Boys            | Presbítero Bartolomé Grella   | 7 de abril | 20:30   |
| Quilmes            | 3 - 0     | Racing (C)          | Centenario Ciudad de Quilmes  | 7 de abril | 21:10   |

| Fecha 10         | Fecha 10  | Fecha 10            | Fecha 10                     | Fecha 10    | Fecha 10 |
| Local            | Resultado | Visitante           | Estadio                      | Fecha       | Hora     |
| ---------------- | --------- | ------------------- | ---------------------------- | ----------- | -------- |
| All Boys         | 3 - 1     | Güemes (SdE)        | Islas Malvinas               | 12 de abril | 15:30    |
| Alvarado         | 0 - 2     | San Martín (T)      | José María Minella           | 12 de abril | 15:30    |
| Colegiales       | 1 - 0     | Ferro Carril Oeste  | Libertarios Unidos           | 12 de abril | 17:10    |
| Quilmes          | 2 - 0     | Los Andes           | Centenario Ciudad de Quilmes | 13 de abril | 15:35    |
| Racing (C)       | 1 - 1     | San Miguel          | Miguel Sancho                | 13 de abril | 16:00    |
| Deportivo Maipú  | 1 - 0     | Gimnasia y Tiro (S) | Omar Higinio Sperdutti       | 13 de abril | 16:30    |
| Deportivo Madryn | 0 - 0     | Tristán Suárez      | Abel Sastre                  | 13 de abril | 17:30    |
| Arsenal          | 0 - 1     | Patronato           | El Viaducto                  | 14 de abril | 14:00    |
| Atlanta          | 1 - 0     | Almagro             | Don León Kolbowsky           | 14 de abril | 21:10    |

| Fecha 11            | Fecha 11  | Fecha 11         | Fecha 11                      | Fecha 11    | Fecha 11 |
| Local               | Resultado | Visitante        | Estadio                       | Fecha       | Hora     |
| ------------------- | --------- | ---------------- | ----------------------------- | ----------- | -------- |
| Güemes (SdE)        | 1 - 0     | Arsenal          | Arturo Miranda                | 19 de abril | 15:00    |
| Tristán Suárez      | 2 - 1     | Alvarado         | 20 de Octubre                 | 19 de abril | 15:30    |
| Almagro             | 1 - 1     | Racing (C)       | Tres de Febrero               | 19 de abril | 15:30    |
| San Miguel          | 2 - 2     | Quilmes          | Malvinas Argentinas           | 19 de abril | 15:35    |
| San Martín (T)      | 1 - 1     | All Boys         | La Ciudadela                  | 19 de abril | 16:00    |
| Los Andes           | 3 - 0     | Deportivo Maipú  | Eduardo Gallardón             | 20 de abril | 15:30    |
| Gimnasia y Tiro (S) | 1 - 1     | Deportivo Madryn | El Gigante del Norte          | 20 de abril | 17:00    |
| Patronato           | 0 - 1     | Colegiales       | Presbítero Bartolomé Grella   | 20 de abril | 17:00    |
| Ferro Carril Oeste  | 0 - 1     | Atlanta          | Arquitecto Ricardo Etcheverri | 21 de abril | 21:10    |

| Fecha 12         | Fecha 12  | Fecha 12            | Fecha 12                     | Fecha 12    | Fecha 12 |
| Local            | Resultado | Visitante           | Estadio                      | Fecha       | Hora     |
| ---------------- | --------- | ------------------- | ---------------------------- | ----------- | -------- |
| Atlanta          | 1 - 1     | Patronato           | Don León Kolbowsky           | 26 de abril | 13:40    |
| San Miguel       | 1 - 0     | Los Andes           | Malvinas Argentinas          | 26 de abril | 15:30    |
| Colegiales       | 1 - 0     | Güemes (SdE)        | Libertarios Unidos           | 26 de abril | 15:30    |
| Deportivo Madryn | 1 - 1     | Deportivo Maipú     | Abel Sastre                  | 26 de abril | 18:00    |
| Quilmes          | 0 - 1     | Almagro             | Centenario Ciudad de Quilmes | 26 de abril | 19:10    |
| Arsenal          | 0 - 1     | San Martín (T)      | El Viaducto                  | 26 de abril | 20:00    |
| Alvarado         | 2 - 1     | Gimnasia y Tiro (S) | José María Minella           | 27 de abril | 12:00    |
| Racing (C)       | 4 - 0     | Ferro Carril Oeste  | Miguel Sancho                | 27 de abril | 16:00    |
| All Boys         | 0 - 2     | Tristán Suárez      | Islas Malvinas               | 28 de abril | 21:10    |

| Fecha 13            | Fecha 13  | Fecha 13         | Fecha 13                      | Fecha 13  | Fecha 13 |
| Local               | Resultado | Visitante        | Estadio                       | Fecha     | Hora     |
| ------------------- | --------- | ---------------- | ----------------------------- | --------- | -------- |
| San Martín (T)      | 2 - 0     | Colegiales       | La Ciudadela                  | 2 de mayo | 20:10    |
| Güemes (SdE)        | 2 - 0     | Atlanta          | Arturo Miranda                | 3 de mayo | 15:00    |
| Almagro             | 1 - 0     | San Miguel       | Tres de Febrero               | 3 de mayo | 15:30    |
| Los Andes           | 2 - 1     | Deportivo Madryn | Eduardo Gallardón             | 3 de mayo | 17:05    |
| Ferro Carril Oeste  | 1 - 0     | Quilmes          | Arquitecto Ricardo Etcheverri | 3 de mayo | 21:10    |
| Deportivo Maipú     | 3 - 0     | Alvarado         | Omar Higinio Sperdutti        | 4 de mayo | 15:30    |
| Tristán Suárez      | 3 - 1     | Arsenal          | 20 de Octubre                 | 4 de mayo | 15:35    |
| Patronato           | 3 - 2     | Racing (C)       | Presbítero Bartolomé Grella   | 4 de mayo | 17:00    |
| Gimnasia y Tiro (S) | 0 - 0     | All Boys         | El Gigante del Norte          | 4 de mayo | 17:00    |

| Fecha 14   | Fecha 14  | Fecha 14            | Fecha 14                     | Fecha 14   | Fecha 14 |
| Local      | Resultado | Visitante           | Estadio                      | Fecha      | Hora     |
| ---------- | --------- | ------------------- | ---------------------------- | ---------- | -------- |
| Arsenal    | 0 - 0     | Gimnasia y Tiro (S) | El Viaducto                  | 9 de mayo  | 20:00    |
| Almagro    | 1 - 0     | Los Andes           | Tres de Febrero              | 10 de mayo | 15:30    |
| San Miguel | 2 - 0     | Ferro Carril Oeste  | Malvinas Argentinas          | 10 de mayo | 15:30    |
| Colegiales | 1 - 0     | Tristán Suárez      | Libertarios Unidos           | 10 de mayo | 18:00    |
| Quilmes    | 1 - 1     | Patronato           | Centenario Ciudad de Quilmes | 10 de mayo | 18:10    |
| Atlanta    | 3 - 1     | San Martín (T)      | Don León Kolbowsky           | 11 de mayo | 13:30    |
| Alvarado   | 0 - 2     | Deportivo Madryn    | José María Minella           | 11 de mayo | 15:00    |
| Racing (C) | 2 - 2     | Güemes (SdE)        | Miguel Sancho                | 11 de mayo | 16:00    |
| All Boys   | 0 - 0     | Deportivo Maipú     | Islas Malvinas               | 12 de mayo | 20:00    |

| Fecha 15            | Fecha 15  | Fecha 15   | Fecha 15                      | Fecha 15   | Fecha 15 |
| Local               | Resultado | Visitante  | Estadio                       | Fecha      | Hora     |
| ------------------- | --------- | ---------- | ----------------------------- | ---------- | -------- |
| Ferro Carril Oeste  | 1 - 1     | Almagro    | Arquitecto Ricardo Etcheverri | 16 de mayo | 20:05    |
| Tristán Suárez      | 0 - 0     | Atlanta    | 20 de Octubre                 | 17 de mayo | 15:30    |
| Los Andes           | 1 - 0     | Alvarado   | Eduardo Gallardón             | 17 de mayo | 15:30    |
| San Martín (T)      | 1 - 1     | Racing (C) | La Ciudadela                  | 17 de mayo | 21:10    |
| Güemes (SdE)        | 0 - 0     | Quilmes    | Arturo Miranda                | 18 de mayo | 15:00    |
| Deportivo Madryn    | 2 - 1     | All Boys   | Abel Sastre                   | 18 de mayo | 15:30    |
| Deportivo Maipú     | 1 - 1     | Arsenal    | Omar Higinio Sperdutti        | 18 de mayo | 15:30    |
| Patronato           | 2 - 1     | San Miguel | Presbítero Bartolomé Grella   | 18 de mayo | 16:00    |
| Gimnasia y Tiro (S) | 4 - 0     | Colegiales | El Gigante del Norte          | 18 de mayo | 17:00    |

| Fecha 16           | Fecha 16  | Fecha 16            | Fecha 16                      | Fecha 16   | Fecha 16 |
| Local              | Resultado | Visitante           | Estadio                       | Fecha      | Hora     |
| ------------------ | --------- | ------------------- | ----------------------------- | ---------- | -------- |
| Atlanta            | 1 - 0     | Gimnasia y Tiro (S) | Don León Kolbowsky            | 24 de mayo | 13:30    |
| San Miguel         | 1 - 1     | Güemes (SdE)        | Malvinas Argentinas           | 24 de mayo | 15:30    |
| Ferro Carril Oeste | 2 - 0     | Los Andes           | Arquitecto Ricardo Etcheverri | 24 de mayo | 16:00    |
| Arsenal            | 1 - 1     | Deportivo Madryn    | El Viaducto                   | 25 de mayo | 13:00    |
| Colegiales         | 0 - 1     | Deportivo Maipú     | Libertarios Unidos            | 25 de mayo | 14:00    |
| Almagro            | 2 - 1     | Patronato           | Tres de Febrero               | 25 de mayo | 15:30    |
| All Boys           | 1 - 1     | Alvarado            | Islas Malvinas                | 25 de mayo | 15:30    |
| Racing (C)         | 1 - 1     | Tristán Suárez      | Miguel Sancho                 | 25 de mayo | 17:00    |
| Quilmes            | 1 - 2     | San Martín (T)      | Centenario Ciudad de Quilmes  | 26 de mayo | 20:10    |

| Fecha 17            | Fecha 17  | Fecha 17           | Fecha 17                    | Fecha 17   | Fecha 17 |
| Local               | Resultado | Visitante          | Estadio                     | Fecha      | Hora     |
| ------------------- | --------- | ------------------ | --------------------------- | ---------- | -------- |
| Gimnasia y Tiro (S) | 2 - 0     | Racing (C)         | El Gigante del Norte        | 30 de mayo | 22:00    |
| Tristán Suárez      | 0 - 0     | Quilmes            | 20 de Octubre               | 31 de mayo | 13:30    |
| Güemes (SdE)        | 1 - 1     | Almagro            | Arturo Miranda              | 31 de mayo | 15:00    |
| Los Andes           | 1 - 1     | All Boys           | Eduardo Gallardón           | 31 de mayo | 19:30    |
| San Martín (T)      | 0 - 1     | San Miguel         | La Ciudadela                | 31 de mayo | 21:30    |
| Alvarado            | 0 - 2     | Arsenal            | José María Minella          | 1 de junio | 15:30    |
| Deportivo Madryn    | 3 - 1     | Colegiales         | Abel Sastre                 | 1 de junio | 15:30    |
| Deportivo Maipú     | 0 - 1     | Atlanta            | Omar Higinio Sperdutti      | 1 de junio | 15:30    |
| Patronato           | 3 - 0     | Ferro Carril Oeste | Presbítero Bartolomé Grella | 1 de junio | 16:00    |

| 1. 2. 3. 4. |

#### Segunda rueda
| Fecha 18            | Fecha 18  | Fecha 18           | Fecha 18                    | Fecha 18    | Fecha 18 |
| Local               | Resultado | Visitante          | Estadio                     | Fecha       | Hora     |
| ------------------- | --------- | ------------------ | --------------------------- | ----------- | -------- |
| Gimnasia y Tiro (S) | 2 - 1     | Quilmes            | El Gigante del Norte        | 13 de junio | 20:05    |
| Tristán Suárez      | 0 - 0     | San Miguel         | 20 de Octubre               | 14 de junio | 15:00    |
| Deportivo Maipú     | 1 - 1     | Racing (C)         | Omar Higinio Sperdutti      | 14 de junio | 15:30    |
| San Martín (T)      | 1 - 1     | Almagro            | La Ciudadela                | 14 de junio | 16:00    |
| Güemes (SdE)        | 1 - 1     | Ferro Carril Oeste | Arturo Miranda              | 15 de junio | 15:00    |
| Deportivo Madryn    | 1 - 1     | Atlanta            | Abel Sastre                 | 15 de junio | 15:30    |
| Alvarado            | 1 - 0     | Colegiales         | José María Minella          | 15 de junio | 15:30    |
| Patronato           | 0 - 0     | Los Andes          | Presbítero Bartolomé Grella | 15 de junio | 16:00    |
| All Boys            | 2 - 1     | Arsenal            | Islas Malvinas              | 15 de junio | 17:30    |

| Fecha 19           | Fecha 19  | Fecha 19            | Fecha 19                      | Fecha 19    | Fecha 19 |
| Local              | Resultado | Visitante           | Estadio                       | Fecha       | Hora     |
| ------------------ | --------- | ------------------- | ----------------------------- | ----------- | -------- |
| Racing (C)         | 2 - 3     | Deportivo Madryn    | Miguel Sancho                 | 20 de junio | 16:00    |
| Almagro            | 0 - 1     | Tristán Suárez      | Tres de Febrero               | 21 de junio | 15:10    |
| San Miguel         | 1 - 0     | Gimnasia y Tiro (S) | Malvinas Argentinas           | 21 de junio | 15:30    |
| Quilmes            | 2 - 2     | Deportivo Maipú     | Centenario Ciudad de Quilmes  | 21 de junio | 17:10    |
| Colegiales         | 2 - 1     | All Boys            | Libertarios Unidos            | 21 de junio | 19:10    |
| Atlanta            | 0 - 2     | Alvarado            | Don León Kolbowsky            | 22 de junio | 13:10    |
| Los Andes          | 1 - 3     | Arsenal             | Eduardo Gallardón             | 22 de junio | 15:00    |
| Ferro Carril Oeste | 0 - 2     | San Martín (T)      | Arquitecto Ricardo Etcheverri | 22 de junio | 15:10    |
| Patronato          | 1 - 1     | Güemes (SdE)        | Presbítero Bartolomé Grella   | 22 de junio | 16:00    |

| Fecha 20            | Fecha 20  | Fecha 20           | Fecha 20               | Fecha 20    | Fecha 20 |
| Local               | Resultado | Visitante          | Estadio                | Fecha       | Hora     |
| ------------------- | --------- | ------------------ | ---------------------- | ----------- | -------- |
| Tristán Suárez      | 1 - 1     | Ferro Carril Oeste | 20 de Octubre          | 28 de junio | 15:30    |
| Arsenal             | 0 - 2     | Colegiales         | El Viaducto            | 28 de junio | 15:30    |
| Deportivo Madryn    | 3 - 1     | Quilmes            | Abel Sastre            | 28 de junio | 18:00    |
| San Martín (T)      | 0 - 1     | Patronato          | La Ciudadela           | 28 de junio | 20:00    |
| All Boys            | 0 - 0     | Atlanta            | Islas Malvinas         | 29 de junio | 14:45    |
| Alvarado            | 0 - 1     | Racing (C)         | José María Minella     | 29 de junio | 15:30    |
| Deportivo Maipú     | 0 - 1     | San Miguel         | Omar Higinio Sperdutti | 29 de junio | 15:30    |
| Güemes (SdE)        | 2 - 1     | Los Andes          | Arturo Miranda         | 29 de junio | 15:30    |
| Gimnasia y Tiro (S) | 1 - 0     | Almagro            | El Gigante del Norte   | 29 de junio | 16:00    |

| Fecha 21           | Fecha 21  | Fecha 21            | Fecha 21                      | Fecha 21   | Fecha 21 |
| Local              | Resultado | Visitante           | Estadio                       | Fecha      | Hora     |
| ------------------ | --------- | ------------------- | ----------------------------- | ---------- | -------- |
| Los Andes          | 0 - 0     | Colegiales          | Eduardo Gallardón             | 5 de julio | 15:00    |
| Almagro            | 0 - 1     | Deportivo Maipú     | Tres de Febrero               | 5 de julio | 15:30    |
| San Miguel         | 1 - 1     | Deportivo Madryn    | Malvinas Argentinas           | 5 de julio | 15:30    |
| Ferro Carril Oeste | 0 - 0     | Gimnasia y Tiro (S) | Arquitecto Ricardo Etcheverri | 5 de julio | 19:00    |
| Atlanta            | 4 - 0     | Arsenal             | Don León Kolbowsky            | 6 de julio | 13:05    |
| Patronato          | 2 - 0     | Tristán Suárez      | Presbítero Bartolomé Grella   | 6 de julio | 15:30    |
| Racing (C)         | 0 - 0     | All Boys            | Miguel Sancho                 | 6 de julio | 16:00    |
| Güemes (SdE)       | 2 - 1     | San Martín (T)      | Arturo Miranda                | 6 de julio | 17:10    |
| Quilmes            | -         | Alvarado            | Centenario Ciudad de Quilmes  | Postergado |          |

| Fecha 22            | Fecha 22  | Fecha 22           | Fecha 22               | Fecha 22    | Fecha 22 |
| Local               | Resultado | Visitante          | Estadio                | Fecha       | Hora     |
| ------------------- | --------- | ------------------ | ---------------------- | ----------- | -------- |
| Gimnasia y Tiro (S) | 2 - 1     | Patronato          | El Gigante del Norte   | 11 de julio | 22:00    |
| All Boys            | 0 - 0     | Quilmes            | Islas Malvinas         | 12 de julio | 13:00    |
| Tristán Suárez      | 0 - 0     | Güemes (SdE)       | 20 de Octubre          | 12 de julio | 15:00    |
| Colegiales          | 2 - 0     | Atlanta            | Libertarios Unidos     | 12 de julio | 15:05    |
| San Martín (T)      | 1 - 0     | Los Andes          | La Ciudadela           | 12 de julio | 19:00    |
| Deportivo Madryn    | 2 - 1     | Almagro            | Abel Sastre            | 13 de julio | 14:00    |
| Deportivo Maipú     | 2 - 1     | Ferro Carril Oeste | Omar Higinio Sperdutti | 13 de julio | 15:00    |
| Alvarado            | 0 - 0     | San Miguel         | José María Minella     | 13 de julio | 15:00    |
| Arsenal             | 2 - 1     | Racing (C)         | El Viaducto            | 13 de julio | 15:00    |

| Fecha 23           | Fecha 23  | Fecha 23            | Fecha 23                      | Fecha 23    | Fecha 23 |
| Local              | Resultado | Visitante           | Estadio                       | Fecha       | Hora     |
| ------------------ | --------- | ------------------- | ----------------------------- | ----------- | -------- |
| San Miguel         | 1 - 0     | All Boys            | Malvinas Argentinas           | 19 de julio | 15:30    |
| Almagro            | 0 - 0     | Alvarado            | Tres de Febrero               | 19 de julio | 15:30    |
| San Martín (T)     | 1 - 1     | Tristán Suárez      | La Ciudadela                  | 19 de julio | 16:40    |
| Quilmes            | 3 - 1     | Arsenal             | Centenario Ciudad de Quilmes  | 19 de julio | 18:30    |
| Los Andes          | 3 - 0     | Atlanta             | Eduardo Gallardón             | 19 de julio | 18:45    |
| Ferro Carril Oeste | 1 - 1     | Deportivo Madryn    | Arquitecto Ricardo Etcheverri | 19 de julio | 19:00    |
| Patronato          | 1 - 0     | Deportivo Maipú     | Presbítero Bartolomé Grella   | 20 de julio | 15:30    |
| Güemes (SdE)       | 1 - 1     | Gimnasia y Tiro (S) | Arturo Miranda                | 20 de julio | 15:30    |
| Racing (C)         | 2 - 1     | Colegiales          | Miguel Sancho                 | 20 de julio | 16:00    |

| Fecha 24            | Fecha 24  | Fecha 24           | Fecha 24               | Fecha 24    | Fecha 24 |
| Local               | Resultado | Visitante          | Estadio                | Fecha       | Hora     |
| ------------------- | --------- | ------------------ | ---------------------- | ----------- | -------- |
| Colegiales          | 1 - 0     | Quilmes            | Libertarios Unidos     | 25 de julio | 21:10    |
| Gimnasia y Tiro (S) | 2 - 0     | San Martín (T)     | El Gigante del Norte   | 25 de julio | 22:00    |
| Tristán Suárez      | 2 - 1     | Los Andes          | 20 de Octubre          | 26 de julio | 14:45    |
| Deportivo Madryn    | 2 - 0     | Patronato          | Abel Sastre            | 26 de julio | 15:00    |
| All Boys            | 1 - 0     | Almagro            | Islas Malvinas         | 26 de julio | 15:30    |
| Arsenal             | 5 - 2     | San Miguel         | El Viaducto            | 27 de julio | 13:35    |
| Alvarado            | 3 - 0     | Ferro Carril Oeste | José María Minella     | 27 de julio | 15:00    |
| Deportivo Maipú     | 1 - 1     | Güemes (SdE)       | Omar Higinio Sperdutti | 27 de julio | 15:30    |
| Atlanta             | 2 - 0     | Racing (C)         | Don León Kolbowsky     | 28 de julio | 21:10    |

| Fecha 25           | Fecha 25  | Fecha 25            | Fecha 25                      | Fecha 25    | Fecha 25 |
| Local              | Resultado | Visitante           | Estadio                       | Fecha       | Hora     |
| ------------------ | --------- | ------------------- | ----------------------------- | ----------- | -------- |
| San Miguel         | 2 - 1     | Colegiales          | Malvinas Argentinas           | 2 de agosto | 14:00    |
| Tristán Suárez     | 1 - 0     | Gimnasia y Tiro (S) | 20 de Octubre                 | 2 de agosto | 15:00    |
| Almagro            | 3 - 1     | Arsenal             | Tres de Febrero               | 2 de agosto | 15:30    |
| Los Andes          | 2 - 0     | Racing (C)          | Eduardo Gallardón             | 3 de agosto | 15:00    |
| Patronato          | 1 - 0     | Alvarado            | Presbítero Bartolomé Grella   | 3 de agosto | 15:30    |
| Güemes (SdE)       | 1 - 3     | Deportivo Madryn    | Arturo Miranda                | 3 de agosto | 15:30    |
| Ferro Carril Oeste | 0 - 0     | All Boys            | Arquitecto Ricardo Etcheverri | 3 de agosto | 20:15    |
| Quilmes            | 2 - 1     | Atlanta             | Centenario Ciudad de Quilmes  | 5 de agosto | 21:10    |
| San Martín (T)     | -         | Deportivo Maipú     | La Ciudadela                  | Postergado  |          |

| Fecha 26            | Fecha 26  | Fecha 26           | Fecha 26               | Fecha 26     | Fecha 26 |
| Local               | Resultado | Visitante          | Estadio                | Fecha        | Hora     |
| ------------------- | --------- | ------------------ | ---------------------- | ------------ | -------- |
| Deportivo Maipú     | 1 - 0     | Tristán Suárez     | Omar Higinio Sperdutti | 9 de agosto  | 15:30    |
| Colegiales          | 2 - 0     | Almagro            | Libertarios Unidos     | 9 de agosto  | 15:30    |
| Atlanta             | 1 - 1     | San Miguel         | Don León Kolbowsky     | 10 de agosto | 13:30    |
| Alvarado            | 1 - 1     | Güemes (SdE)       | José María Minella     | 10 de agosto | 15:00    |
| Deportivo Madryn    | 3 - 1     | San Martín (T)     | Abel Sastre            | 10 de agosto | 15:30    |
| Gimnasia y Tiro (S) | 0 - 0     | Los Andes          | El Gigante del Norte   | 10 de agosto | 17:00    |
| Arsenal             | 2 - 0     | Ferro Carril Oeste | El Viaducto            | 10 de agosto | 20:00    |
| All Boys            | 1 - 0     | Patronato          | Islas Malvinas         | 11 de agosto | 19:10    |
| Racing (C)          | 2 - 0     | Quilmes            | Miguel Sancho          | 11 de agosto | 21:10    |

| Fecha 27            | Fecha 27  | Fecha 27         | Fecha 27                      | Fecha 27     | Fecha 27 |
| Local               | Resultado | Visitante        | Estadio                       | Fecha        | Hora     |
| ------------------- | --------- | ---------------- | ----------------------------- | ------------ | -------- |
| Ferro Carril Oeste  | 1 - 0     | Colegiales       | Arquitecto Ricardo Etcheverri | 15 de agosto | 21:10    |
| Gimnasia y Tiro (S) | 1 - 0     | Deportivo Maipú  | El Gigante del Norte          | 15 de agosto | 22:00    |
| Tristán Suárez      | 2 - 2     | Deportivo Madryn | 20 de Octubre                 | 16 de agosto | 15:00    |
| Los Andes           | 1 - 0     | Quilmes          | Eduardo Gallardón             | 16 de agosto | 18:15    |
| San Miguel          | 1 - 0     | Racing (C)       | Malvinas Argentinas           | 17 de agosto | 15:30    |
| Güemes (SdE)        | 1 - 2     | All Boys         | Arturo Miranda                | 17 de agosto | 16:00    |
| Patronato           | 1 - 0     | Arsenal          | Presbítero Bartolomé Grella   | 17 de agosto | 16:00    |
| Almagro             | 0 - 0     | Atlanta          | Tres de Febrero               | 17 de agosto | 16:00    |
| San Martín (T)      | 0 - 0     | Alvarado         | La Ciudadela                  | 17 de agosto | 17:10    |

| Fecha 28 | Fecha 28  | Fecha 28  | Fecha 28 | Fecha 28 | Fecha 28 |
| Local    | Resultado | Visitante | Estadio  | Fecha    | Hora     |
| -------- | --------- | --------- | -------- | -------- | -------- |
|          | -         |           |          |          |          |
|          | -         |           |          |          |          |
|          | -         |           |          |          |          |
|          | -         |           |          |          |          |
|          | -         |           |          |          |          |
|          | -         |           |          |          |          |
|          | -         |           |          |          |          |
|          | -         |           |          |          |          |
|          | -         |           |          |          |          |

| Fecha 29 | Fecha 29  | Fecha 29  | Fecha 29 | Fecha 29 | Fecha 29 |
| Local    | Resultado | Visitante | Estadio  | Fecha    | Hora     |
| -------- | --------- | --------- | -------- | -------- | -------- |
|          | -         |           |          |          |          |
|          | -         |           |          |          |          |
|          | -         |           |          |          |          |
|          | -         |           |          |          |          |
|          | -         |           |          |          |          |
|          | -         |           |          |          |          |
|          | -         |           |          |          |          |
|          | -         |           |          |          |          |
|          | -         |           |          |          |          |

| Fecha 30 | Fecha 30  | Fecha 30  | Fecha 30 | Fecha 30 | Fecha 30 |
| Local    | Resultado | Visitante | Estadio  | Fecha    | Hora     |
| -------- | --------- | --------- | -------- | -------- | -------- |
|          | -         |           |          |          |          |
|          | -         |           |          |          |          |
|          | -         |           |          |          |          |
|          | -         |           |          |          |          |
|          | -         |           |          |          |          |
|          | -         |           |          |          |          |
|          | -         |           |          |          |          |
|          | -         |           |          |          |          |
|          | -         |           |          |          |          |

| Fecha 31 | Fecha 31  | Fecha 31  | Fecha 31 | Fecha 31 | Fecha 31 |
| Local    | Resultado | Visitante | Estadio  | Fecha    | Hora     |
| -------- | --------- | --------- | -------- | -------- | -------- |
|          | -         |           |          |          |          |
|          | -         |           |          |          |          |
|          | -         |           |          |          |          |
|          | -         |           |          |          |          |
|          | -         |           |          |          |          |
|          | -         |           |          |          |          |
|          | -         |           |          |          |          |
|          | -         |           |          |          |          |
|          | -         |           |          |          |          |

| Fecha 32 | Fecha 32  | Fecha 32  | Fecha 32 | Fecha 32 | Fecha 32 |
| Local    | Resultado | Visitante | Estadio  | Fecha    | Hora     |
| -------- | --------- | --------- | -------- | -------- | -------- |
|          | -         |           |          |          |          |
|          | -         |           |          |          |          |
|          | -         |           |          |          |          |
|          | -         |           |          |          |          |
|          | -         |           |          |          |          |
|          | -         |           |          |          |          |
|          | -         |           |          |          |          |
|          | -         |           |          |          |          |
|          | -         |           |          |          |          |

| Fecha 33 | Fecha 33  | Fecha 33  | Fecha 33 | Fecha 33 | Fecha 33 |
| Local    | Resultado | Visitante | Estadio  | Fecha    | Hora     |
| -------- | --------- | --------- | -------- | -------- | -------- |
|          | -         |           |          |          |          |
|          | -         |           |          |          |          |
|          | -         |           |          |          |          |
|          | -         |           |          |          |          |
|          | -         |           |          |          |          |
|          | -         |           |          |          |          |
|          | -         |           |          |          |          |
|          | -         |           |          |          |          |
|          | -         |           |          |          |          |

| Fecha 34 | Fecha 34  | Fecha 34  | Fecha 34 | Fecha 34 | Fecha 34 |
| Local    | Resultado | Visitante | Estadio  | Fecha    | Hora     |
| -------- | --------- | --------- | -------- | -------- | -------- |
|          | -         |           |          |          |          |
|          | -         |           |          |          |          |
|          | -         |           |          |          |          |
|          | -         |           |          |          |          |
|          | -         |           |          |          |          |
|          | -         |           |          |          |          |
|          | -         |           |          |          |          |
|          | -         |           |          |          |          |
|          | -         |           |          |          |          |

| 1. 2. 3. |

|  |

## Zona B

### Tabla de posiciones
| Pos. | Equipo                 | Pts. | PJ | PG | PE | PP | GF | GC | Dif. |
| ---- | ---------------------- | ---- | -- | -- | -- | -- | -- | -- | ---- |
| 1.º  | Gimnasia y Esgrima (M) | 52   | 26 | 14 | 10 | 2  | 29 | 12 | 17   |
| 2.º  | Gimnasia y Esgrima (J) | 50   | 27 | 13 | 11 | 3  | 31 | 13 | 18   |
| 3.º  | Chacarita Juniors      | 45   | 27 | 12 | 9  | 6  | 32 | 20 | 12   |
| 4.º  | Estudiantes (RC)       | 44   | 27 | 11 | 11 | 5  | 27 | 17 | 10   |
| 5.º  | Temperley              | 44   | 27 | 11 | 11 | 5  | 23 | 17 | 6    |
| 6.º  | Deportivo Morón        | 43   | 26 | 11 | 10 | 5  | 28 | 16 | 12   |
| 7.º  | Chaco For Ever         | 43   | 27 | 13 | 4  | 10 | 28 | 23 | 5    |
| 8.º  | Estudiantes (BA)       | 42   | 27 | 12 | 6  | 9  | 28 | 19 | 9    |
| 9.º  | Agropecuario           | 38   | 27 | 10 | 8  | 9  | 31 | 31 | 0    |
| 10.º | San Telmo              | 35   | 27 | 8  | 11 | 8  | 25 | 29 | −4   |
| 11.º | Defensores de Belgrano | 34   | 27 | 8  | 10 | 9  | 22 | 22 | 0    |
| 12.º | Nueva Chicago          | 33   | 27 | 8  | 9  | 10 | 24 | 26 | −2   |
| 13.º | Mitre (SdE)            | 32   | 27 | 8  | 8  | 11 | 19 | 22 | −3   |
| 14.º | Central Norte (S)      | 30   | 27 | 8  | 6  | 13 | 22 | 30 | −8   |
| 15.º | Colón                  | 27   | 27 | 8  | 3  | 16 | 20 | 33 | −13  |
| 16.º | Almirante Brown        | 25   | 27 | 5  | 10 | 12 | 21 | 31 | −10  |
| 17.º | Talleres (RdE)         | 17   | 27 | 4  | 5  | 18 | 13 | 32 | −19  |
| 18.º | Defensores Unidos      | 16   | 27 | 2  | 10 | 15 | 15 | 45 | −30  |

|  | El equipo que ocupe esta posición al finalizar la disputa clasificará a la final por el título de campeón y a la Copa Argentina 2026.                                          |
|  | Los equipos que ocupen estas posiciones al finalizar la disputa clasificarán a la primera fase del torneo reducido por el segundo ascenso y a la Copa Argentina 2026.          |
|  | El equipo que ocupe esta posición al finalizar la disputa clasificará a la primera fase del torneo reducido por el segundo ascenso y, eventualmente, a la Copa Argentina 2026. |
|  | Los equipos que ocupen estas posiciones al finalizar la disputa descenderán a la tercera categoría.                                                                            |

|  |

#### Evolución de las posiciones

##### Primera rueda
| Equipo / Fecha         | 1    | 2    | 3    | 4    | 5    | 6    | 7    | 8    | 9    | 10   | 11   | 12   | 13   | 14   | 15   | 16   | 17   |
| ---------------------- | ---- | ---- | ---- | ---- | ---- | ---- | ---- | ---- | ---- | ---- | ---- | ---- | ---- | ---- | ---- | ---- | ---- |
| Agropecuario           | 14.º | 14.º | 9.º  | 13.º | 8.º  | 11.º | 9.º  | 11.º | 8.º  | 12.º | 8.º  | 9.º  | 7.º  | 10.º | 10.º | 8.º  | 10.º |
| Almirante Brown        | 6.º  | 15.º | 15.º | 17.º | 15.º | 16.º | 15.º | 15.º | 16.º | 16.º | 16.º | 16.º | 16.º | 16.º | 16.º | 16.º | 15.º |
| Central Norte (S)      | 2.º  | 9.º  | 13.º | 11.º | 6.º  | 9.º  | 12.º | 14.º | 13.º | 14.º | 14.º | 14.º | 15.º | 15.º | 15.º | 14.º | 16.º |
| Chacarita Juniors      | 2.º  | 7.º  | 6.º  | 10.º | 13.º | 8.º  | 10.º | 7.º  | 4.º  | 2.º  | 2.º  | 2.º  | 5.º  | 3.º  | 2.º  | 2.º  | 5.º  |
| Chaco For Ever         | 14.º | 8.º  | 4.º  | 6.º  | 10.º | 6.º  | 8.º  | 6.º  | 9.º  | 7.º  | 9.º  | 12.º | 9.º  | 7.º  | 7.º  | 5.º  | 6.º  |
| Colón                  | 10.º | 5.º  | 2.º  | 1.º  | 3.º  | 3.º  | 3.º  | 5.º  | 7.º  | 10.º | 12.º | 13.º | 13.º | 13.º | 13.º | 13.º | 13.º |
| Defensores de Belgrano | 10.º | 12.º | 5.º  | 3.º  | 4.º  | 4.º  | 6.º  | 9.º  | 5.º  | 4.º  | 6.º  | 4.º  | 3.º  | 4.º  | 4.º  | 7.º  | 9.º  |
| Defensores Unidos      | 2.º  | 9.º  | 12.º | 11.º | 16.º | 17.º | 17.º | 16.º | 17.º | 17.º | 17.º | 17.º | 17.º | 17.º | 17.º | 17.º | 17.º |
| Deportivo Morón        | 6.º  | 2.º  | 8.º  | 8.º  | 12.º | 13.º | 13.º | 10.º | 14.º | 11.º | 7.º  | 6.º  | 4.º  | 5.º  | 6.º  | 6.º  | 3.º  |
| Estudiantes (BA)       | 2.º  | 1.º  | 1.º  | 2.º  | 1.º  | 1.º  | 2.º  | 4.º  | 6.º  | 5.º  | 3.º  | 5.º  | 7.º  | 9.º  | 9.º  | 10.º | 7.º  |
| Estudiantes (RC)       | 6.º  | 11.º | 14.º | 9.º  | 5.º  | 6.º  | 5.º  | 3.º  | 2.º  | 3.º  | 5.º  | 7.º  | 6.º  | 6.º  | 5.º  | 4.º  | 4.º  |
| Gimnasia y Esgrima (J) | 10.º | 12.º | 7.º  | 7.º  | 11.º | 5.º  | 4.º  | 2.º  | 3.º  | 6.º  | 4.º  | 3.º  | 1.º  | 1.º  | 1.º  | 1.º  | 1.º  |
| Gimnasia y Esgrima (M) | 6.º  | 5.º  | 2.º  | 4.º  | 2.º  | 2.º  | 1.º  | 1.º  | 1.º  | 1.º  | 1.º  | 1.º  | 2.º  | 2.º  | 3.º  | 3.º  | 2.º  |
| Mitre (SdE)            | 14.º | 18.º | 18.º | 18.º | 18.º | 14.º | 11.º | 12.º | 12.º | 9.º  | 11.º | 11.º | 12.º | 12.º | 12.º | 12.º | 12.º |
| Nueva Chicago          | 18.º | 17.º | 16.º | 13.º | 13.º | 15.º | 16.º | 17.º | 15.º | 15.º | 15.º | 15.º | 14.º | 14.º | 14.º | 15.º | 14.º |
| San Telmo              | 1.º  | 2.º  | 11.º | 13.º | 8.º  | 9.º  | 7.º  | 8.º  | 11.º | 8.º  | 10.º | 8.º  | 10.º | 8.º  | 8.º  | 9.º  | 11.º |
| Talleres (RdE)         | 14.º | 16.º | 17.º | 16.º | 17.º | 18.º | 18.º | 18.º | 18.º | 18.º | 18.º | 18.º | 18.º | 18.º | 18.º | 18.º | 18.º |
| Temperley              | 10.º | 4.º  | 10.º | 5.º  | 7.º  | 12.º | 14.º | 13.º | 10.º | 13.º | 13.º | 10.º | 11.º | 11.º | 11.º | 11.º | 8.º  |

| 1. 2. |

##### Segunda rueda
| Equipo / Fecha         | 18   | 19   | 20   | 21   | 22   | 23   | 24   | 25   | 26   | 27  | 28 | 29 | 30 | 31 | 32 | 33 | 34 |
| ---------------------- | ---- | ---- | ---- | ---- | ---- | ---- | ---- | ---- | ---- | --- | -- | -- | -- | -- | -- | -- | -- |
| Agropecuario           | 11.º | 10.º | 10.º | 8.º  | 9.º  | 10.º | 11.º | 10.º | 9.º  |     |    |    |    |    |    |    |    |
| Almirante Brown        | 16.º | 16.º | 16.º | 16.º | 16.º | 16.º | 16.º | 16.º | 16.º |     |    |    |    |    |    |    |    |
| Central Norte (S)      | 15.º | 15.º | 14.º | 14.º | 14.º | 15.º | 14.º | 14.º | 14.º |     |    |    |    |    |    |    |    |
| Chacarita Juniors      | 4.º  | 2.º  | 2.º  | 3.º  | 3.º  | 2.º  | 1.º  | 3.º  | 3.º  |     |    |    |    |    |    |    |    |
| Chaco For Ever         | 6.º  | 6.º  | 6.º  | 5.º  | 6.º  | 7.º  | 5.º  | 4.º  | 5.º  |     |    |    |    |    |    |    |    |
| Colón                  | 13.º | 14.º | 15.º | 15.º | 15.º | 14.º | 15.º | 15.º | 15.º |     |    |    |    |    |    |    |    |
| Defensores de Belgrano | 10.º | 9.º  | 11.º | 9.º  | 11.º | 11.º | 12.º | 11.º | 13.º |     |    |    |    |    |    |    |    |
| Defensores Unidos      | 17.º | 17.º | 17.º | 17.º | 17.º | 17.º | 17.º | 17.º | 17.º |     |    |    |    |    |    |    |    |
| Deportivo Morón        | 2.º  | 3.º  | 3.º  | 6.º  | 5.º  | 4.º  | 6.º  | 7.º  | 4.º  |     |    |    |    |    |    |    |    |
| Estudiantes (BA)       | 8.º  | 8.º  | 8.º  | 10.º | 10.º | 8.º  | 8.º  | 8.º  | 7.º  |     |    |    |    |    |    |    |    |
| Estudiantes (RC)       | 5.º  | 5.º  | 5.º  | 4.º  | 4.º  | 5.º  | 7.º  | 6.º  | 8.º  |     |    |    |    |    |    |    |    |
| Gimnasia y Esgrima (J) | 1.º  | 1.º  | 1.º  | 1.º  | 1.º  | 1.º  | 3.º  | 1.º  | 2.º  |     |    |    |    |    |    |    |    |
| Gimnasia y Esgrima (M) | 3.º  | 4.º  | 4.º  | 2.º  | 2.º  | 3.º  | 2.º  | 2.º  | 1.º  | 1.º |    |    |    |    |    |    |    |
| Mitre (SdE)            | 12.º | 12.º | 9.º  | 11.º | 8.º  | 9.º  | 10.º | 12.º | 11.º |     |    |    |    |    |    |    |    |
| Nueva Chicago          | 14.º | 13.º | 13.º | 13.º | 12.º | 12.º | 9.º  | 9.º  | 10.º |     |    |    |    |    |    |    |    |
| San Telmo              | 9.º  | 11.º | 12.º | 12.º | 13.º | 13.º | 13.º | 13.º | 12.º |     |    |    |    |    |    |    |    |
| Talleres (RdE)         | 18.º | 18.º | 18.º | 18.º | 18.º | 18.º | 18.º | 18.º | 18.º |     |    |    |    |    |    |    |    |
| Temperley              | 7.º  | 7.º  | 7.º  | 7.º  | 7.º  | 6.º  | 4.º  | 5.º  | 6.º  |     |    |    |    |    |    |    |    |

| 1. 2. |

### Resultados

#### Primera rueda
| Fecha 1                | Fecha 1   | Fecha 1                | Fecha 1                             | Fecha 1       | Fecha 1 |
| Local                  | Resultado | Visitante              | Estadio                             | Fecha         | Hora    |
| ---------------------- | --------- | ---------------------- | ----------------------------------- | ------------- | ------- |
| Colón                  | 0 - 0     | Temperley              | Brigadier General Estanislao López  | 6 de febrero  | 21:10   |
| Nueva Chicago          | 0 - 2     | San Telmo              | Nueva Chicago                       | 7 de febrero  | 19:00   |
| Chaco For Ever         | 0 - 1     | Estudiantes (BA)       | Juan Alberto García                 | 7 de febrero  | 21:30   |
| Gimnasia y Esgrima (M) | 1 - 1     | Estudiantes (RC)       | Víctor Antonio Legrotaglie          | 8 de febrero  | 17:00   |
| Gimnasia y Esgrima (J) | 0 - 0     | Defensores de Belgrano | 23 de Agosto                        | 9 de febrero  | 17:00   |
| Central Norte (S)      | 1 - 0     | Talleres (RdE)         | Padre Ernesto Martearena            | 9 de febrero  | 17:00   |
| Mitre (SdE)            | 0 - 1     | Defensores Unidos      | Doctores José y Antonio Castiglione | 9 de febrero  | 17:00   |
| Almirante Brown        | 1 - 1     | Deportivo Morón        | Fragata Presidente Sarmiento        | 9 de febrero  | 19:15   |
| Agropecuario           | 0 - 1     | Chacarita Juniors      | Ofelia Rosenzuaig                   | 10 de febrero | 17:30   |

| Fecha 2                | Fecha 2   | Fecha 2                | Fecha 2                    | Fecha 2       | Fecha 2 |
| Local                  | Resultado | Visitante              | Estadio                    | Fecha         | Hora    |
| ---------------------- | --------- | ---------------------- | -------------------------- | ------------- | ------- |
| Defensores Unidos      | 0 - 2     | Chaco For Ever         | Gigante de Villa Fox       | 15 de febrero | 17:00   |
| Talleres (RdE)         | 0 - 1     | Gimnasia y Esgrima (M) | Pablo Comelli              | 15 de febrero | 17:00   |
| Estudiantes (BA)       | 5 - 2     | Almirante Brown        | Ciudad de Caseros          | 15 de febrero | 19:00   |
| Temperley              | 2 - 0     | Mitre (SdE)            | Alfredo Beranger           | 16 de febrero | 17:00   |
| Deportivo Morón        | 2 - 0     | Central Norte (S)      | Nuevo Francisco Urbano     | 16 de febrero | 17:00   |
| Chacarita Juniors      | 1 - 1     | San Telmo              | Chacarita Juniors          | 16 de febrero | 17:00   |
| Estudiantes (RC)       | 1 - 1     | Gimnasia y Esgrima (J) | Antonio Candini            | 16 de febrero | 18:00   |
| Defensores de Belgrano | 1 - 1     | Agropecuario           | Alfredo Ramos              | 17 de febrero | 17:00   |
| Colón                  | 2 - 1     | Nueva Chicago          | Brigadier Estanislao López | 17 de febrero | 20:00   |

| Fecha 3                | Fecha 3   | Fecha 3                | Fecha 3                             | Fecha 3       | Fecha 3 |
| Local                  | Resultado | Visitante              | Estadio                             | Fecha         | Hora    |
| ---------------------- | --------- | ---------------------- | ----------------------------------- | ------------- | ------- |
| Almirante Brown        | 1 - 1     | Defensores Unidos      | Fragata Presidente Sarmiento        | 22 de febrero | 17:00   |
| Chaco For Ever         | 2 - 0     | Temperley              | Juan Alberto García                 | 22 de febrero | 20:00   |
| Gimnasia y Esgrima (J) | 1 - 0     | Talleres (RdE)         | 23 de Agosto                        | 23 de febrero | 17:00   |
| San Telmo              | 0 - 3     | Defensores de Belgrano | Doctor Osvaldo Baletto              | 23 de febrero | 17:00   |
| Mitre (SdE)            | 0 - 1     | Colón                  | Doctores José y Antonio Castiglione | 23 de febrero | 17:00   |
| Central Norte (S)      | 1 - 1     | Estudiantes (BA)       | Padre Ernesto Martearena            | 23 de febrero | 18:00   |
| Gimnasia y Esgrima (M) | 1 - 0     | Deportivo Morón        | Víctor Antonio Legrotaglie          | 23 de febrero | 20:30   |
| Agropecuario           | 2 - 1     | Estudiantes (RC)       | Ofelia Rosenzuaig                   | 23 de febrero | 21:00   |
| Nueva Chicago          | 1 - 1     | Chacarita Juniors      | Nueva Chicago                       | 24 de febrero | 19:00   |

| Fecha 4                | Fecha 4   | Fecha 4                | Fecha 4                             | Fecha 4       | Fecha 4 |
| Local                  | Resultado | Visitante              | Estadio                             | Fecha         | Hora    |
| ---------------------- | --------- | ---------------------- | ----------------------------------- | ------------- | ------- |
| Estudiantes (RC)       | 1 - 0     | San Telmo              | Antonio Candini                     | 28 de febrero | 21:00   |
| Talleres (RdE)         | 2 - 0     | Agropecuario           | Pablo Comelli                       | 1 de marzo    | 17:00   |
| Defensores Unidos      | 1 - 1     | Central Norte (S)      | Gigante de Villa Fox                | 1 de marzo    | 17:00   |
| Temperley              | 2 - 0     | Almirante Brown        | Alfredo Beranger                    | 1 de marzo    | 21:30   |
| Estudiantes (BA)       | 0 - 0     | Gimnasia y Esgrima (M) | Ciudad de Caseros                   | 2 de marzo    | 17:00   |
| Mitre (SdE)            | 0 - 1     | Nueva Chicago          | Doctores José y Antonio Castiglione | 2 de marzo    | 17:00   |
| Defensores de Belgrano | 1 - 0     | Chacarita Juniors      | Juan Pasquale                       | 2 de marzo    | 19:15   |
| Deportivo Morón        | 0 - 0     | Gimnasia y Esgrima (J) | Nuevo Francisco Urbano              | 2 de marzo    | 21:15   |
| Colón                  | 2 - 1     | Chaco For Ever         | Brigadier Estanislao López          | 2 de marzo    | 21:30   |

| Fecha 5                | Fecha 5   | Fecha 5                | Fecha 5                      | Fecha 5     | Fecha 5 |
| Local                  | Resultado | Visitante              | Estadio                      | Fecha       | Hora    |
| ---------------------- | --------- | ---------------------- | ---------------------------- | ----------- | ------- |
| Chaco For Ever         | 0 - 1     | Mitre (SdE)            | Juan Alberto García          | 8 de marzo  | 21:00   |
| Chacarita Juniors      | 0 - 2     | Estudiantes (RC)       | Chacarita Juniors            | 9 de marzo  | 17:00   |
| Agropecuario           | 1 - 0     | Deportivo Morón        | Ofelia Rosenzuaig            | 9 de marzo  | 17:00   |
| Central Norte (S)      | 2 - 0     | Temperley              | Padre Ernesto Martearena     | 9 de marzo  | 18:00   |
| Gimnasia y Esgrima (J) | 0 - 1     | Estudiantes (BA)       | 23 de Agosto                 | 9 de marzo  | 20:00   |
| Almirante Brown        | 2 - 0     | Colón                  | Fragata Presidente Sarmiento | 9 de marzo  | 21:30   |
| San Telmo              | 1 - 0     | Talleres (RdE)         | Doctor Osvaldo Baletto       | 10 de marzo | 17:00   |
| Nueva Chicago          | 0 - 0     | Defensores de Belgrano | Nueva Chicago                | 10 de marzo | 19:00   |
| Gimnasia y Esgrima (M) | 2 - 0     | Defensores Unidos      | Víctor Antonio Legrotaglie   | 11 de marzo | 21:00   |

| Fecha 6           | Fecha 6   | Fecha 6                | Fecha 6                             | Fecha 6     | Fecha 6 |
| Local             | Resultado | Visitante              | Estadio                             | Fecha       | Hora    |
| ----------------- | --------- | ---------------------- | ----------------------------------- | ----------- | ------- |
| Estudiantes (BA)  | 2 - 1     | Agropecuario           | Ciudad de Caseros                   | 15 de marzo | 17:00   |
| Chaco For Ever    | 2 - 1     | Nueva Chicago          | Juan Alberto García                 | 15 de marzo | 17:30   |
| Deportivo Morón   | 1 - 1     | San Telmo              | Nuevo Francisco Urbano              | 15 de marzo | 18:00   |
| Talleres (RdE)    | 0 - 2     | Chacarita Juniors      | Pablo Comelli                       | 15 de marzo | 20:00   |
| Colón             | 2 - 0     | Central Norte (S)      | Brigadier Estanislao López          | 15 de marzo | 22:00   |
| Defensores Unidos | 0 - 3     | Gimnasia y Esgrima (J) | Gigante de Villa Fox                | 16 de marzo | 16:00   |
| Estudiantes (RC)  | 1 - 1     | Defensores de Belgrano | Antonio Candini                     | 16 de marzo | 19:30   |
| Mitre (SdE)       | 1 - 0     | Almirante Brown        | Doctores José y Antonio Castiglione | 16 de marzo | 20:30   |
| Temperley         | 0 - 2     | Gimnasia y Esgrima (M) | Alfredo Beranger                    | 17 de marzo | 21:45   |

| Fecha 7                | Fecha 7   | Fecha 7           | Fecha 7                      | Fecha 7     | Fecha 7 |
| Local                  | Resultado | Visitante         | Estadio                      | Fecha       | Hora    |
| ---------------------- | --------- | ----------------- | ---------------------------- | ----------- | ------- |
| Nueva Chicago          | 1 - 2     | Estudiantes (RC)  | Nueva Chicago                | 22 de marzo | 15:00   |
| San Telmo              | 1 - 0     | Estudiantes (BA)  | Doctor Osvaldo Baletto       | 22 de marzo | 16:00   |
| Agropecuario           | 3 - 0     | Defensores Unidos | Ofelia Rosenzuaig            | 22 de marzo | 16:30   |
| Gimnasia y Esgrima (J) | 2 - 0     | Temperley         | 23 de Agosto                 | 22 de marzo | 17:00   |
| Chacarita Juniors      | 1 - 1     | Deportivo Morón   | Chacarita Juniors            | 23 de marzo | 14:45   |
| Defensores de Belgrano | 0 - 0     | Talleres (RdE)    | Juan Pasquale                | 23 de marzo | 16:00   |
| Almirante Brown        | 0 - 0     | Chaco For Ever    | Fragata Presidente Sarmiento | 23 de marzo | 16:00   |
| Central Norte (S)      | 0 - 2     | Mitre (SdE)       | Padre Ernesto Martearena     | 23 de marzo | 18:00   |
| Gimnasia y Esgrima (M) | 1 - 1     | Colón             | Víctor Antonio Legrotaglie   | 23 de marzo | 21:30   |

| Fecha 8           | Fecha 8   | Fecha 8                | Fecha 8                             | Fecha 8     | Fecha 8 |
| Local             | Resultado | Visitante              | Estadio                             | Fecha       | Hora    |
| ----------------- | --------- | ---------------------- | ----------------------------------- | ----------- | ------- |
| Temperley         | 1 - 0     | Agropecuario           | Alfredo Beranger                    | 29 de marzo | 15:30   |
| Chaco For Ever    | 1 - 0     | Central Norte (S)      | Juan Alberto García                 | 29 de marzo | 17:30   |
| Estudiantes (BA)  | 0 - 2     | Chacarita Juniors      | Ciudad de Caseros                   | 29 de marzo | 17:30   |
| Almirante Brown   | 0 - 0     | Nueva Chicago          | Fragata Presidente Sarmiento        | 30 de marzo | 15:30   |
| Defensores Unidos | 2 - 2     | San Telmo              | Gigante de Villa Fox                | 30 de marzo | 16:00   |
| Deportivo Morón   | 1 - 0     | Defensores de Belgrano | Nuevo Francisco Urbano              | 30 de marzo | 16:00   |
| Talleres (RdE)    | 0 - 2     | Estudiantes (RC)       | Pablo Comelli                       | 30 de marzo | 16:00   |
| Colón             | 0 - 1     | Gimnasia y Esgrima (J) | Brigadier Estanislao López          | 30 de marzo | 18:00   |
| Mitre (SdE)       | 1 - 1     | Gimnasia y Esgrima (M) | Doctores José y Antonio Castiglione | 30 de marzo | 20:30   |

| Fecha 9                | Fecha 9   | Fecha 9           | Fecha 9                    | Fecha 9    | Fecha 9 |
| Local                  | Resultado | Visitante         | Estadio                    | Fecha      | Hora    |
| ---------------------- | --------- | ----------------- | -------------------------- | ---------- | ------- |
| Chacarita Juniors      | 2 - 0     | Defensores Unidos | Chacarita Juniors          | 5 de abril | 13:30   |
| Defensores de Belgrano | 2 - 1     | Estudiantes (BA)  | Juan Pasquale              | 5 de abril | 15:30   |
| San Telmo              | 0 - 3     | Temperley         | Doctor Osvaldo Baletto     | 5 de abril | 15:30   |
| Nueva Chicago          | 2 - 0     | Talleres (RdE)    | Nueva Chicago              | 5 de abril | 17:30   |
| Gimnasia y Esgrima (J) | 0 - 0     | Mitre (SdE)       | 23 de Agosto               | 6 de abril | 16:00   |
| Gimnasia y Esgrima (M) | 2 - 0     | Chaco For Ever    | Víctor Antonio Legrotaglie | 6 de abril | 16:30   |
| Central Norte (S)      | 2 - 1     | Almirante Brown   | Padre Ernesto Martearena   | 6 de abril | 18:00   |
| Estudiantes (RC)       | 1 - 0     | Deportivo Morón   | Antonio Candini            | 6 de abril | 19:00   |
| Agropecuario           | 2 - 1     | Colón             | Ofelia Rosenzuaig          | 7 de abril | 18:00   |

| Fecha 10          | Fecha 10  | Fecha 10               | Fecha 10                            | Fecha 10    | Fecha 10 |
| Local             | Resultado | Visitante              | Estadio                             | Fecha       | Hora     |
| ----------------- | --------- | ---------------------- | ----------------------------------- | ----------- | -------- |
| Defensores Unidos | 1 - 2     | Defensores de Belgrano | Gigante de Villa Fox                | 12 de abril | 15:30    |
| Estudiantes (BA)  | 1 - 0     | Estudiantes (RC)       | Ciudad de Caseros                   | 12 de abril | 15:30    |
| Central Norte (S) | 1 - 1     | Nueva Chicago          | Padre Ernesto Martearena            | 12 de abril | 16:00    |
| Almirante Brown   | 1 - 1     | Gimnasia y Esgrima (M) | Fragata Presidente Sarmiento        | 13 de abril | 15:00    |
| Deportivo Morón   | 3 - 0     | Talleres (RdE)         | Nuevo Francisco Urbano              | 13 de abril | 16:00    |
| Chaco For Ever    | 2 - 1     | Gimnasia y Esgrima (J) | Juan Alberto García                 | 13 de abril | 16:30    |
| Temperley         | 0 - 3     | Chacarita Juniors      | Alfredo Beranger                    | 13 de abril | 17:00    |
| Mitre (SdE)       | 3 - 0     | Agropecuario           | Doctores José y Antonio Castiglione | 13 de abril | 17:00    |
| Colón             | 0 - 1     | San Telmo              | Brigadier Estanislao López          | 14 de abril | 18:00    |

| Fecha 11               | Fecha 11  | Fecha 11          | Fecha 11                   | Fecha 11    | Fecha 11 |
| Local                  | Resultado | Visitante         | Estadio                    | Fecha       | Hora     |
| ---------------------- | --------- | ----------------- | -------------------------- | ----------- | -------- |
| Gimnasia y Esgrima (M) | 1 - 0     | Central Norte (S) | Víctor Antonio Legrotaglie | 19 de abril | 16:00    |
| Agropecuario           | 2 - 0     | Chaco For Ever    | Ofelia Rosenzuaig          | 19 de abril | 17:00    |
| Gimnasia y Esgrima (J) | 1 - 0     | Almirante Brown   | 23 de Agosto               | 19 de abril | 21:00    |
| Chacarita Juniors      | 3 - 2     | Colón             | Chacarita Juniors          | 20 de abril | 15:00    |
| San Telmo              | 0 - 0     | Mitre (SdE)       | Doctor Osvaldo Baletto     | 20 de abril | 15:30    |
| Estudiantes (RC)       | 0 - 0     | Defensores Unidos | Antonio Candini            | 20 de abril | 15:30    |
| Talleres (RdE)         | 0 - 1     | Estudiantes (BA)  | Pablo Comelli              | 20 de abril | 15:30    |
| Nueva Chicago          | 1 - 2     | Deportivo Morón   | Nueva Chicago              | 20 de abril | 17:10    |
| Defensores de Belgrano | 0 - 0     | Temperley         | Juan Pasquale              | 21 de abril | 17:10    |

| Fecha 12               | Fecha 12  | Fecha 12               | Fecha 12                            | Fecha 12    | Fecha 12 |
| Local                  | Resultado | Visitante              | Estadio                             | Fecha       | Hora     |
| ---------------------- | --------- | ---------------------- | ----------------------------------- | ----------- | -------- |
| Defensores Unidos      | 0 - 0     | Talleres (RdE)         | Gigante de Villa Fox                | 26 de abril | 15:30    |
| Chaco For Ever         | 1 - 2     | San Telmo              | Juan Alberto García                 | 26 de abril | 16:30    |
| Estudiantes (BA)       | 0 - 1     | Deportivo Morón        | Ciudad de Caseros                   | 26 de abril | 17:10    |
| Almirante Brown        | 0 - 0     | Agropecuario           | Fragata Presidente Sarmiento        | 27 de abril | 15:00    |
| Temperley              | 1 - 0     | Estudiantes (RC)       | Alfredo Beranger                    | 27 de abril | 15:30    |
| Gimnasia y Esgrima (M) | 1 - 1     | Nueva Chicago          | Víctor Antonio Legrotaglie          | 27 de abril | 16:00    |
| Mitre (SdE)            | 0 - 0     | Chacarita Juniors      | Doctores José y Antonio Castiglione | 27 de abril | 17:00    |
| Central Norte (S)      | 1 - 2     | Gimnasia y Esgrima (J) | Padre Ernesto Martearena            | 27 de abril | 18:30    |
| Colón                  | 0 - 1     | Defensores de Belgrano | Brigadier Estanislao López          | 27 de abril | 20:15    |

| Fecha 13               | Fecha 13  | Fecha 13               | Fecha 13               | Fecha 13  | Fecha 13 |
| Local                  | Resultado | Visitante              | Estadio                | Fecha     | Hora     |
| ---------------------- | --------- | ---------------------- | ---------------------- | --------- | -------- |
| San Telmo              | 0 - 1     | Almirante Brown        | Doctor Osvaldo Baletto | 3 de mayo | 15:30    |
| Deportivo Morón        | 4 - 0     | Defensores Unidos      | Nuevo Francisco Urbano | 3 de mayo | 19:05    |
| Chacarita Juniors      | 0 - 3     | Chaco For Ever         | Chacarita Juniors      | 4 de mayo | 15:00    |
| Talleres (RdE)         | 0 - 0     | Temperley              | Pablo Comelli          | 4 de mayo | 15:30    |
| Estudiantes (RC)       | 2 - 1     | Colón                  | Antonio Candini        | 4 de mayo | 16:00    |
| Gimnasia y Esgrima (J) | 2 - 0     | Gimnasia y Esgrima (M) | 23 de Agosto           | 4 de mayo | 16:00    |
| Nueva Chicago          | 2 - 1     | Estudiantes (BA)       | Nueva Chicago          | 5 de mayo | 17:05    |
| Agropecuario           | 2 - 0     | Central Norte (S)      | Ofelia Rosenzuaig      | 5 de mayo | 20:00    |
| Defensores de Belgrano | 1 - 0     | Mitre (SdE)            | Juan Pasquale          | 5 de mayo | 21:10    |

| Fecha 14               | Fecha 14  | Fecha 14               | Fecha 14                            | Fecha 14   | Fecha 14 |
| Local                  | Resultado | Visitante              | Estadio                             | Fecha      | Hora     |
| ---------------------- | --------- | ---------------------- | ----------------------------------- | ---------- | -------- |
| Gimnasia y Esgrima (J) | 2 - 1     | Nueva Chicago          | 23 de Agosto                        | 10 de mayo | 16:00    |
| Gimnasia y Esgrima (M) | 2 - 1     | Agropecuario           | Víctor Antonio Legrotaglie          | 11 de mayo | 15:30    |
| Defensores Unidos      | 1 - 1     | Estudiantes (BA)       | Gigante de Villa Fox                | 11 de mayo | 15:30    |
| Mitre (SdE)            | 0 - 0     | Estudiantes (RC)       | Doctores José y Antonio Castiglione | 11 de mayo | 17:00    |
| Colón                  | 1 - 0     | Talleres (RdE)         | Brigadier Estanislao López          | 11 de mayo | 17:00    |
| Almirante Brown        | 1 - 3     | Chacarita Juniors      | Fragata Presidente Sarmiento        | 11 de mayo | 17:45    |
| Temperley              | 1 - 1     | Deportivo Morón        | Alfredo Beranger                    | 11 de mayo | 19:45    |
| Chaco For Ever         | 1 - 0     | Defensores de Belgrano | Juan Alberto García                 | 12 de mayo | 21:00    |
| Central Norte (S)      | 1 - 2     | San Telmo              | Padre Ernesto Martearena            | 12 de mayo | 21:30    |

| Fecha 15               | Fecha 15  | Fecha 15               | Fecha 15               | Fecha 15   | Fecha 15 |
| Local                  | Resultado | Visitante              | Estadio                | Fecha      | Hora     |
| ---------------------- | --------- | ---------------------- | ---------------------- | ---------- | -------- |
| Nueva Chicago          | 1 - 0     | Defensores Unidos      | Nueva Chicago          | 16 de mayo | 18:10    |
| Defensores de Belgrano | 1 - 1     | Almirante Brown        | Juan Pasquale          | 17 de mayo | 13:35    |
| Talleres (RdE)         | 1 - 3     | Mitre (SdE)            | Pablo Comelli          | 17 de mayo | 15:30    |
| Deportivo Morón        | 1 - 0     | Colón                  | Nuevo Francisco Urbano | 17 de mayo | 17:05    |
| Estudiantes (RC)       | 0 - 0     | Chaco For Ever         | Antonio Candini        | 17 de mayo | 18:00    |
| Estudiantes (BA)       | 0 - 0     | Temperley              | Ciudad de Caseros      | 17 de mayo | 19:05    |
| San Telmo              | 0 - 0     | Gimnasia y Esgrima (M) | Doctor Osvaldo Baletto | 18 de mayo | 13:30    |
| Chacarita Juniors      | 4 - 0     | Central Norte (S)      | Chacarita Juniors      | 18 de mayo | 15:30    |
| Agropecuario           | 1 - 1     | Gimnasia y Esgrima (J) | Ofelia Rosenzuaig      | 19 de mayo | 20:00    |

| Fecha 16               | Fecha 16  | Fecha 16               | Fecha 16                            | Fecha 16   | Fecha 16 |
| Local                  | Resultado | Visitante              | Estadio                             | Fecha      | Hora     |
| ---------------------- | --------- | ---------------------- | ----------------------------------- | ---------- | -------- |
| Almirante Brown        | 0 - 2     | Estudiantes (RC)       | Fragata Presidente Sarmiento        | 23 de mayo | 20:00    |
| Colón                  | 0 - 0     | Estudiantes (BA)       | Brigadier Estanislao López          | 24 de mayo | 15:00    |
| Temperley              | 3 - 0     | Defensores Unidos      | Alfredo Beranger                    | 24 de mayo | 15:30    |
| Agropecuario           | 1 - 0     | Nueva Chicago          | Ofelia Rosenzuaig                   | 24 de mayo | 15:30    |
| Chaco For Ever         | 1 - 0     | Talleres (RdE)         | Juan Alberto García                 | 24 de mayo | 19:00    |
| Gimnasia y Esgrima (M) | 0 - 0     | Chacarita Juniors      | Víctor Antonio Legrotaglie          | 25 de mayo | 15:30    |
| Gimnasia y Esgrima (J) | 1 - 1     | San Telmo              | 23 de Agosto                        | 25 de mayo | 16:00    |
| Mitre (SdE)            | 0 - 0     | Deportivo Morón        | Doctores José y Antonio Castiglione | 25 de mayo | 17:00    |
| Central Norte (S)      | 2 - 1     | Defensores de Belgrano | Padre Ernesto Martearena            | 25 de mayo | 17:00    |

| Fecha 17               | Fecha 17  | Fecha 17               | Fecha 17               | Fecha 17   | Fecha 17 |
| Local                  | Resultado | Visitante              | Estadio                | Fecha      | Hora     |
| ---------------------- | --------- | ---------------------- | ---------------------- | ---------- | -------- |
| Estudiantes (BA)       | 2 - 0     | Mitre (SdE)            | Ciudad de Caseros      | 31 de mayo | 15:30    |
| Deportivo Morón        | 2 - 1     | Chaco For Ever         | Nuevo Francisco Urbano | 31 de mayo | 15:30    |
| Estudiantes (RC)       | 1 - 0     | Central Norte (S)      | Antonio Candini        | 31 de mayo | 18:00    |
| Chacarita Juniors      | 0 - 1     | Gimnasia y Esgrima (J) | Chacarita Juniors      | 1 de junio | 14:30    |
| Defensores Unidos      | 0 - 1     | Colón                  | Gigante de Villa Fox   | 1 de junio | 15:30    |
| Talleres (RdE)         | 1 - 2     | Almirante Brown        | Pablo Comelli          | 1 de junio | 15:30    |
| Defensores de Belgrano | 0 - 2     | Gimnasia y Esgrima (M) | Juan Pasquale          | 1 de junio | 15:30    |
| San Telmo              | 3 - 3     | Agropecuario           | Doctor Osvaldo Baletto | 1 de junio | 15:30    |
| Nueva Chicago          | 0 - 1     | Temperley              | Nueva Chicago          | 2 de junio | 19:00    |

| 1. 2. 3. 4. 5. 6. 7. 8. |

#### Segunda rueda
| Fecha 18               | Fecha 18  | Fecha 18               | Fecha 18               | Fecha 18    | Fecha 18 |
| Local                  | Resultado | Visitante              | Estadio                | Fecha       | Hora     |
| ---------------------- | --------- | ---------------------- | ---------------------- | ----------- | -------- |
| Defensores de Belgrano | 0 - 1     | Gimnasia y Esgrima (J) | Juan Pasquale          | 14 de junio | 13:40    |
| Chacarita Juniors      | 3 - 0     | Agropecuario           | Chacarita Juniors      | 14 de junio | 15:00    |
| Talleres (RdE)         | 0 - 1     | Central Norte (S)      | Pablo Comelli          | 14 de junio | 15:00    |
| Estudiantes (BA)       | 1 - 2     | Chaco For Ever         | Ciudad de Caseros      | 14 de junio | 15:30    |
| Temperley              | 2 - 1     | Colón                  | Alfredo Beranger       | 14 de junio | 16:40    |
| Estudiantes (RC)       | 1 - 1     | Gimnasia y Esgrima (M) | Antonio Candini        | 14 de junio | 18:00    |
| Deportivo Morón        | 2 - 0     | Almirante Brown        | Nuevo Francisco Urbano | 14 de junio | 18:40    |
| San Telmo              | 2 - 2     | Nueva Chicago          | Doctor Osvaldo Baletto | 15 de junio | 13:10    |
| Defensores Unidos      | 0 - 2     | Mitre (SdE)            | Gigante de Villa Fox   | 15 de junio | 15:30    |

| Fecha 19               | Fecha 19  | Fecha 19               | Fecha 19                            | Fecha 19    | Fecha 19 |
| Local                  | Resultado | Visitante              | Estadio                             | Fecha       | Hora     |
| ---------------------- | --------- | ---------------------- | ----------------------------------- | ----------- | -------- |
| Chaco For Ever         | 2 - 0     | Defensores Unidos      | Juan Alberto García                 | 21 de junio | 16:30    |
| San Telmo              | 0 - 1     | Chacarita Juniors      | Doctor Osvaldo Baletto              | 22 de junio | 13:10    |
| Agropecuario           | 1 - 1     | Defensores de Belgrano | Ofelia Rosenzuaig                   | 22 de junio | 15:30    |
| Gimnasia y Esgrima (M) | 1 - 1     | Talleres (RdE)         | Víctor Antonio Legrotaglie          | 22 de junio | 15:30    |
| Almirante Brown        | 0 - 1     | Estudiantes (BA)       | Fragata Presidente Sarmiento        | 22 de junio | 15:30    |
| Gimnasia y Esgrima (J) | 2 - 2     | Estudiantes (RC)       | 23 de Agosto                        | 22 de junio | 16:00    |
| Mitre (SdE)            | 2 - 2     | Temperley              | Doctores José y Antonio Castiglione | 22 de junio | 17:00    |
| Central Norte (S)      | 0 - 0     | Deportivo Morón        | Padre Ernesto Martearena            | 22 de junio | 17:00    |
| Nueva Chicago          | 1 - 0     | Colón                  | Nueva Chicago                       | 23 de junio | 19:00    |

| Fecha 20               | Fecha 20  | Fecha 20               | Fecha 20                   | Fecha 20    | Fecha 20 |
| Local                  | Resultado | Visitante              | Estadio                    | Fecha       | Hora     |
| ---------------------- | --------- | ---------------------- | -------------------------- | ----------- | -------- |
| Chacarita Juniors      | 0 - 0     | Nueva Chicago          | Chacarita Juniors          | 28 de junio | 15:15    |
| Talleres (RdE)         | 0 - 1     | Gimnasia y Esgrima (J) | Pablo Comelli              | 28 de junio | 15:30    |
| Defensores Unidos      | 1 - 1     | Almirante Brown        | Gigante de Villa Fox       | 28 de junio | 15:30    |
| Temperley              | 2 - 2     | Chaco For Ever         | Alfredo Beranger           | 28 de junio | 17:15    |
| Estudiantes (BA)       | 0 - 1     | Central Norte (S)      | Ciudad de Caseros          | 29 de junio | 15:00    |
| Estudiantes (RC)       | 1 - 1     | Agropecuario           | Antonio Candini            | 29 de junio | 16:00    |
| Colón                  | 0 - 1     | Mitre (SdE)            | Brigadier Estanislao López | 30 de junio | 19:00    |
| Defensores de Belgrano | 1 - 2     | San Telmo              | Juan Pasquale              | 30 de julio | 21:10    |
| Deportivo Morón        | -         | Gimnasia y Esgrima (M) | Nuevo Francisco Urbano     | Postergado  |          |

| Fecha 21               | Fecha 21  | Fecha 21               | Fecha 21                     | Fecha 21   | Fecha 21 |
| Local                  | Resultado | Visitante              | Estadio                      | Fecha      | Hora     |
| ---------------------- | --------- | ---------------------- | ---------------------------- | ---------- | -------- |
| San Telmo              | 0 - 1     | Estudiantes (RC)       | Doctor Osvaldo Baletto       | 5 de julio | 15:00    |
| Nueva Chicago          | 2 - 0     | Mitre (SdE)            | Nueva Chicago                | 6 de julio | 14:00    |
| Chacarita Juniors      | 0 - 2     | Defensores de Belgrano | Chacarita Juniors            | 6 de julio | 15:05    |
| Gimnasia y Esgrima (M) | 1 - 0     | Estudiantes (BA)       | Víctor Antonio Legrotaglie   | 6 de julio | 15:30    |
| Agropecuario           | 2 - 1     | Talleres (RdE)         | Ofelia Rosenzuaig            | 6 de julio | 15:30    |
| Chaco For Ever         | 2 - 0     | Colón                  | Juan Alberto García          | 6 de julio | 16:00    |
| Gimnasia y Esgrima (J) | 0 - 0     | Deportivo Morón        | 23 de Agosto                 | 6 de julio | 16:00    |
| Central Norte (S)      | 3 - 0     | Defensores Unidos      | Padre Ernesto Martearena     | 6 de julio | 17:00    |
| Almirante Brown        | 0 - 0     | Temperley              | Fragata Presidente Sarmiento | 6 de julio | 19:10    |

| Fecha 22               | Fecha 22  | Fecha 22               | Fecha 22                            | Fecha 22    | Fecha 22 |
| Local                  | Resultado | Visitante              | Estadio                             | Fecha       | Hora     |
| ---------------------- | --------- | ---------------------- | ----------------------------------- | ----------- | -------- |
| Talleres (RdE)         | 0 - 0     | San Telmo              | Pablo Comelli                       | 12 de julio | 15:00    |
| Deportivo Morón        | 1 - 1     | Agropecuario           | Nuevo Francisco Urbano              | 12 de julio | 15:15    |
| Defensores Unidos      | 0 - 1     | Gimnasia y Esgrima (M) | Gigante de Villa Fox                | 12 de julio | 15:30    |
| Temperley              | 1 - 0     | Central Norte (S)      | Alfredo Beranger                    | 12 de julio | 15:30    |
| Estudiantes (BA)       | 0 - 0     | Gimnasia y Esgrima (J) | Ciudad de Caseros                   | 12 de julio | 17:10    |
| Defensores de Belgrano | 1 - 2     | Nueva Chicago          | Juan Pasquale                       | 12 de julio | 19:10    |
| Colón                  | 1 - 0     | Almirante Brown        | Brigadier Estanislao López          | 13 de julio | 13:40    |
| Mitre (SdE)            | 1 - 0     | Chaco For Ever         | Doctores José y Antonio Castiglione | 13 de julio | 15:30    |
| Estudiantes (RC)       | 1 - 1     | Chacarita Juniors      | Antonio Candini                     | 13 de julio | 15:45    |

| Fecha 23               | Fecha 23  | Fecha 23          | Fecha 23                     | Fecha 23    | Fecha 23 |
| Local                  | Resultado | Visitante         | Estadio                      | Fecha       | Hora     |
| ---------------------- | --------- | ----------------- | ---------------------------- | ----------- | -------- |
| San Telmo              | 1 - 2     | Deportivo Morón   | Doctor Osvaldo Baletto       | 19 de julio | 14:35    |
| Chacarita Juniors      | 2 - 1     | Talleres (RdE)    | Chacarita Juniors            | 20 de julio | 14:00    |
| Gimnasia y Esgrima (M) | 0 - 1     | Temperley         | Víctor Antonio Legrotaglie   | 20 de julio | 15:00    |
| Almirante Brown        | 2 - 0     | Mitre (SdE)       | Fragata Presidente Sarmiento | 20 de julio | 15:30    |
| Gimnasia y Esgrima (J) | 1 - 1     | Defensores Unidos | 23 de Agosto                 | 20 de julio | 16:00    |
| Defensores de Belgrano | 0 - 0     | Estudiantes (RC)  | Juan Pasquale                | 20 de julio | 16:00    |
| Nueva Chicago          | 0 - 0     | Chaco For Ever    | Nueva Chicago                | 20 de julio | 18:00    |
| Central Norte (S)      | 3 - 4     | Colón             | Padre Ernesto Martearena     | 20 de julio | 18:00    |
| Agropecuario           | 1 - 2     | Estudiantes (BA)  | Ofelia Rosenzuaig            | 21 de julio | 14:00    |

| Fecha 24          | Fecha 24  | Fecha 24               | Fecha 24                            | Fecha 24    | Fecha 24 |
| Local             | Resultado | Visitante              | Estadio                             | Fecha       | Hora     |
| ----------------- | --------- | ---------------------- | ----------------------------------- | ----------- | -------- |
| Talleres (RdE)    | 2 - 0     | Defensores de Belgrano | Pablo Comelli                       | 26 de julio | 15:30    |
| Deportivo Morón   | 0 - 2     | Chacarita Juniors      | Nuevo Francisco Urbano              | 26 de julio | 17:00    |
| Estudiantes (BA)  | 2 - 0     | San Telmo              | Ciudad de Caseros                   | 26 de julio | 19:05    |
| Defensores Unidos | 3 - 2     | Agropecuario           | Gigante de Villa Fox                | 27 de julio | 15:30    |
| Temperley         | 1 - 0     | Gimnasia y Esgrima (J) | Alfredo Beranger                    | 27 de julio | 15:30    |
| Mitre (SdE)       | 0 - 2     | Central Norte (S)      | Doctores José y Antonio Castiglione | 27 de julio | 15:30    |
| Colón             | 0 - 2     | Gimnasia y Esgrima (M) | Brigadier Estanislao López          | 27 de julio | 15:40    |
| Estudiantes (RC)  | 0 - 1     | Nueva Chicago          | Antonio Candini                     | 27 de julio | 16:00    |
| Chaco For Ever    | 2 - 1     | Almirante Brown        | Juan Alberto García                 | 27 de julio | 16:30    |

| Fecha 25               | Fecha 25  | Fecha 25          | Fecha 25                   | Fecha 25    | Fecha 25 |
| Local                  | Resultado | Visitante         | Estadio                    | Fecha       | Hora     |
| ---------------------- | --------- | ----------------- | -------------------------- | ----------- | -------- |
| Nueva Chicago          | 1 - 3     | Almirante Brown   | Nueva Chicago              | 3 de agosto | 13:45    |
| Gimnasia y Esgrima (M) | 1 - 0     | Mitre (SdE)       | Víctor Antonio Legrotaglie | 3 de agosto | 15:00    |
| Agropecuario           | 0 - 0     | Temperley         | Ofelia Rosenzuaig          | 3 de agosto | 15:00    |
| San Telmo              | 2 - 2     | Defensores Unidos | Doctor Osvaldo Baletto     | 3 de agosto | 15:00    |
| Chacarita Juniors      | 0 - 3     | Estudiantes (BA)  | Chacarita Juniors          | 3 de agosto | 15:30    |
| Estudiantes (RC)       | 2 - 0     | Talleres (RdE)    | Antonio Candini            | 3 de agosto | 16:00    |
| Central Norte (S)      | 0 - 1     | Chaco For Ever    | Padre Ernesto Martearena   | 3 de agosto | 17:00    |
| Gimnasia y Esgrima (J) | 4 - 0     | Colón             | 23 de Agosto               | 3 de agosto | 18:15    |
| Defensores de Belgrano | 0 - 0     | Deportivo Morón   | Juan Pasquale              | 4 de agosto | 21:10    |

| Fecha 26          | Fecha 26  | Fecha 26               | Fecha 26                            | Fecha 26     | Fecha 26 |
| Local             | Resultado | Visitante              | Estadio                             | Fecha        | Hora     |
| ----------------- | --------- | ---------------------- | ----------------------------------- | ------------ | -------- |
| Defensores Unidos | 0 - 0     | Chacarita Juniors      | Gigante de Villa Fox                | 9 de agosto  | 14:10    |
| Deportivo Morón   | 2 - 1     | Estudiantes (RC)       | Nuevo Francisco Urbano              | 9 de agosto  | 15:30    |
| Talleres (RdE)    | 2 - 1     | Nueva Chicago          | Pablo Comelli                       | 9 de agosto  | 15:30    |
| Temperley         | 0 - 0     | San Telmo              | Alfredo Beranger                    | 10 de agosto | 15:30    |
| Mitre (SdE)       | 1 - 1     | Gimnasia y Esgrima (J) | Doctores José y Antonio Castiglione | 10 de agosto | 15:30    |
| Almirante Brown   | 0 - 0     | Central Norte (S)      | Fragata Presidente Sarmiento        | 10 de agosto | 15:30    |
| Colón             | 0 - 1     | Agropecuario           | Brigadier Estanislao López          | 10 de agosto | 16:00    |
| Chaco For Ever    | 0 - 2     | Gimnasia y Esgrima (M) | Juan Alberto García                 | 10 de agosto | 16:30    |
| Estudiantes (BA)  | 2 - 0     | Defensores de Belgrano | Ciudad de Caseros                   | 10 de agosto | 17:45    |

| Fecha 27               | Fecha 27  | Fecha 27          | Fecha 27                   | Fecha 27     | Fecha 27 |
| Local                  | Resultado | Visitante         | Estadio                    | Fecha        | Hora     |
| ---------------------- | --------- | ----------------- | -------------------------- | ------------ | -------- |
| San Telmo              | 1 - 0     | Colón             | Doctor Osvaldo Baletto     | 16 de agosto | 14:00    |
| Chacarita Juniors      | 0 - 0     | Temperley         | Chacarita Juniors          | 16 de agosto | 14:05    |
| Talleres (RdE)         | 2 - 1     | Deportivo Morón   | Pablo Comelli              | 16 de agosto | 15:30    |
| Gimnasia y Esgrima (M) | 2 - 1     | Almirante Brown   | Víctor Antonio Legrotaglie | 16 de agosto | 16:10    |
| Estudiantes (RC)       | 1 - 0     | Estudiantes (BA)  | Antonio Candini            | 17 de agosto | 16:00    |
| Gimnasia y Esgrima (J) | 2 - 0     | Chaco For Ever    | 23 de Agosto               | 17 de agosto | 16:00    |
| Agropecuario           | 2 - 1     | Mitre (SdE)       | Ofelia Rosenzuaig          | 18 de agosto | 14:00    |
| Defensores de Belgrano | 3 - 1     | Defensores Unidos | Juan Pasquale              | 18 de agosto | 15:30    |
| Nueva Chicago          | 0 - 0     | Central Norte (S) | Nueva Chicago              | 18 de agosto | 15:30    |

| Fecha 28 | Fecha 28  | Fecha 28  | Fecha 28 | Fecha 28 | Fecha 28 |
| Local    | Resultado | Visitante | Estadio  | Fecha    | Hora     |
| -------- | --------- | --------- | -------- | -------- | -------- |
|          | -         |           |          |          |          |
|          | -         |           |          |          |          |
|          | -         |           |          |          |          |
|          | -         |           |          |          |          |
|          | -         |           |          |          |          |
|          | -         |           |          |          |          |
|          | -         |           |          |          |          |
|          | -         |           |          |          |          |
|          | -         |           |          |          |          |

| Fecha 29 | Fecha 29  | Fecha 29  | Fecha 29 | Fecha 29 | Fecha 29 |
| Local    | Resultado | Visitante | Estadio  | Fecha    | Hora     |
| -------- | --------- | --------- | -------- | -------- | -------- |
|          | -         |           |          |          |          |
|          | -         |           |          |          |          |
|          | -         |           |          |          |          |
|          | -         |           |          |          |          |
|          | -         |           |          |          |          |
|          | -         |           |          |          |          |
|          | -         |           |          |          |          |
|          | -         |           |          |          |          |
|          | -         |           |          |          |          |

| Fecha 30 | Fecha 30  | Fecha 30  | Fecha 30 | Fecha 30 | Fecha 30 |
| Local    | Resultado | Visitante | Estadio  | Fecha    | Hora     |
| -------- | --------- | --------- | -------- | -------- | -------- |
|          | -         |           |          |          |          |
|          | -         |           |          |          |          |
|          | -         |           |          |          |          |
|          | -         |           |          |          |          |
|          | -         |           |          |          |          |
|          | -         |           |          |          |          |
|          | -         |           |          |          |          |
|          | -         |           |          |          |          |
|          | -         |           |          |          |          |

| Fecha 31 | Fecha 31  | Fecha 31  | Fecha 31 | Fecha 31 | Fecha 31 |
| Local    | Resultado | Visitante | Estadio  | Fecha    | Hora     |
| -------- | --------- | --------- | -------- | -------- | -------- |
|          | -         |           |          |          |          |
|          | -         |           |          |          |          |
|          | -         |           |          |          |          |
|          | -         |           |          |          |          |
|          | -         |           |          |          |          |
|          | -         |           |          |          |          |
|          | -         |           |          |          |          |
|          | -         |           |          |          |          |
|          | -         |           |          |          |          |

| Fecha 32 | Fecha 32  | Fecha 32  | Fecha 32 | Fecha 32 | Fecha 32 |
| Local    | Resultado | Visitante | Estadio  | Fecha    | Hora     |
| -------- | --------- | --------- | -------- | -------- | -------- |
|          | -         |           |          |          |          |
|          | -         |           |          |          |          |
|          | -         |           |          |          |          |
|          | -         |           |          |          |          |
|          | -         |           |          |          |          |
|          | -         |           |          |          |          |
|          | -         |           |          |          |          |
|          | -         |           |          |          |          |
|          | -         |           |          |          |          |

| Fecha 33 | Fecha 33  | Fecha 33  | Fecha 33 | Fecha 33 | Fecha 33 |
| Local    | Resultado | Visitante | Estadio  | Fecha    | Hora     |
| -------- | --------- | --------- | -------- | -------- | -------- |
|          | -         |           |          |          |          |
|          | -         |           |          |          |          |
|          | -         |           |          |          |          |
|          | -         |           |          |          |          |
|          | -         |           |          |          |          |
|          | -         |           |          |          |          |
|          | -         |           |          |          |          |
|          | -         |           |          |          |          |
|          | -         |           |          |          |          |

| Fecha 34 | Fecha 34  | Fecha 34  | Fecha 34 | Fecha 34 | Fecha 34 |
| Local    | Resultado | Visitante | Estadio  | Fecha    | Hora     |
| -------- | --------- | --------- | -------- | -------- | -------- |
|          | -         |           |          |          |          |
|          | -         |           |          |          |          |
|          | -         |           |          |          |          |
|          | -         |           |          |          |          |
|          | -         |           |          |          |          |
|          | -         |           |          |          |          |
|          | -         |           |          |          |          |
|          | -         |           |          |          |          |
|          | -         |           |          |          |          |

| 1. 2. 3. |

## Goleadores
| Jugador             | Equipo         | Goles | Jugada | Cabeza | T. libre | Penal |
| ------------------- | -------------- | ----- | ------ | ------ | -------- | ----- |
| Alejandro Gagliardi | Agropecuario   | 14    | 10     | 3      | 0        | 1     |
| Alan Bonansea       | Patronato      | 11    | 7      | 2      | 0        | 2     |
| Matías Romero       | Chaco For Ever | 9     | 8      | 0      | 0        | 1     |

## Entrenadores
| Listado de entrenadores | Listado de entrenadores | Listado de entrenadores |
| Equipo | Entrenador              | Fechas                  |
| --- | ----------------------- | ----------------------- |
| Agropecuario | Adrián Adrover          | 1.ª en adelante         |
| All Boys | Mariano Campodónico     | 1.ª en adelante         |
| Almagro | Lucas Sparapani         | 1.ª a 10.ª              |
| Almagro | Jorge Cordon            | 11.ª en adelante        |
| Almirante Brown | Fabián Nardozza         | 1.ª a 7.ª               |
| Almirante Brown | Guillermo Szeszurak     | 10.ª en adelante        |
| Alvarado | Alexis Matteo           | 1.ª a 5.ª               |
| Alvarado | Pablo Quatrocchi        | 6.ª en adelante         |
| Arsenal | Martín Rolón            | 1.ª a 6.ª               |
| Arsenal | Gabriel Viscovich       | 7.ª a 10.ª              |
| Arsenal | Darío Franco            | 11.ª en adelante        |
| Atlanta | Luis García             | 1.ª en adelante         |
| Central Norte (S) | Víctor Riggio           | 1.ª en adelante         |
| Chacarita Juniors | Juan Manuel Azconzábal  | 1.ª en adelante         |
| Chaco For Ever | Ricardo Pancaldo        | 1.ª en adelante         |
| Colegiales | Leonardo Fernández      | 1.ª en adelante         |
| Colón | Ariel Pereyra           | 1.ª a 11.ª              |
| Colón | Andrés Yllana           | 12.ª en adelante        |
| Defensores de Belgrano | Carlos Mayor            | 1.ª en adelante         |
| Defensores Unidos | Darío Gigante           | 1.ª a 7.ª               |
| Defensores Unidos | Felipe De la Riva       | 8.ª en adelante         |
| Deportivo Madryn | Leandro Gracián         | 1.ª en adelante         |
| Deportivo Maipú | Juan Manuel Sara        | 1.ª en adelante         |
| Deportivo Morón | Walter Otta             | 1.ª en adelante         |
| Estudiantes (BA) | Andrés Montenegro       | 1.ª en adelante         |
| Estudiantes (RC) | Iván Delfino            | 1.ª en adelante         |
| Ferro Carril Oeste | Alfredo Grelak          | 1.ª en adelante         |
| Gimnasia y Esgrima (J) | Matías Módolo           | 1.ª en adelante         |
| Gimnasia y Esgrima (M) | Ezequiel Medrán         | 1.ª en adelante         |
| Gimnasia y Tiro (S) | Fernando Quiroz         | 1.ª en adelante         |
| Güemes (SdE) | Marcelo Vázquez         | 1.ª a 10.ª              |
| Güemes (SdE) | Pablo Martel            | 11.ª en adelante        |
| Los Andes | Leonardo Lemos          | 1.ª en adelante         |
| Mitre (SdE) | Mario Sciacqua          | 1.ª en adelante         |
| Nueva Chicago | Rodrigo Braña           | 1.ª a 3.ª               |
| Nueva Chicago | Wálter Perazzo          | 4.ª en adelante         |
| Patronato | Gabriel Gómez           | 1.ª en adelante         |
| Quilmes | Sergio Rondina          | 1.ª en adelante         |
| Racing (C) | Diego Cochas            | 1.ª a 10.ª              |
| Racing (C) | Héctor Arzubialde       | 11.ª en adelante        |
| San Martín (T) | Ariel Martos            | 1.ª en adelante         |
| San Miguel | Sebastián Battaglia     | 1.ª a 11.ª              |
| San Miguel | Gustavo Coleoni         | 12.ª en adelante        |
| San Telmo | César Monasterio        | 1.ª en adelante         |
| Talleres (RdE) | Cristian Tula           | 1.ª a 6.ª               |
| Talleres (RdE) | Martín Rolón            | 7.ª en adelante         |
| Temperley | Aníbal Biggeri          | 1.ª a 7.ª               |
| Temperley | Rubén Forestello        | 8.ª en adelante         |
| Tristán Suárez | José María Martínez     | 1.ª en adelante         |
| 1. 2. 3. 4. 5. 6. 7. 8. 9. 10. 11. 12. 13. 14. 15. 16. 17. 18. 19. 20. 21. 22. 23. 24. 25. 26. 27. 28. 29. 30. 31. 32. 33. 34. 35. |                         |                         |